# Llista d'asteroides (319001-320000)
Llista d'asteroides del 319.001 al 320.000, amb data de descoberta i descobridor. És un fragment de la llista d'asteroides completa. Als asteroides se'ls dona un número quan es confirma la seva òrbita, per tant apareixen llistats aproximadament segons la data de descobriment.

## 319001-319100
| Nom    | Designació provisional | Data de descobriment   | Lloc de descobriment | Descobridor/s     |
| ------ | ---------------------- | ---------------------- | -------------------- | ----------------- |
| 319001 | 2005 UG431             | 24 d'octubre de 2005   | Kitt Peak            | Spacewatch        |
| 319002 | 2005 UR434             | 29 d'octubre de 2005   | Mount Lemmon         | Mt. Lemmon Survey |
| 319003 | 2005 UE448             | 30 d'octubre de 2005   | Socorro              | LINEAR            |
| 319004 | 2005 UB476             | 23 d'octubre de 2005   | Palomar              | NEAT              |
| 319005 | 2005 UY477             | 27 d'octubre de 2005   | Kitt Peak            | Spacewatch        |
| 319006 | 2005 UT478             | 27 d'octubre de 2005   | Mount Lemmon         | Mt. Lemmon Survey |
| 319007 | 2005 UN479             | 30 d'octubre de 2005   | Catalina             | CSS               |
| 319008 | 2005 UR482             | 22 d'octubre de 2005   | Catalina             | CSS               |
| 319009 | 2005 UP488             | 10 d'octubre de 2005   | Moletai              | Moletai           |
| 319010 | 2005 UX488             | 23 d'octubre de 2005   | Catalina             | CSS               |
| 319011 | 2005 UE492             | 24 d'octubre de 2005   | Palomar              | NEAT              |
| 319012 | 2005 UM497             | 27 d'octubre de 2005   | Socorro              | LINEAR            |
| 319013 | 2005 UR497             | 27 d'octubre de 2005   | Socorro              | LINEAR            |
| 319014 | 2005 UF500             | 27 d'octubre de 2005   | Palomar              | NEAT              |
| 319015 | 2005 UE502             | 23 d'octubre de 2005   | Catalina             | CSS               |
| 319016 | 2005 UK509             | 29 d'octubre de 2005   | Catalina             | CSS               |
| 319017 | 2005 UU511             | 28 d'octubre de 2005   | Mount Lemmon         | Mt. Lemmon Survey |
| 319018 | 2005 UC512             | 28 d'octubre de 2005   | Mount Lemmon         | Mt. Lemmon Survey |
| 319019 | 2005 UT521             | 26 d'octubre de 2005   | Apache Point         | A. C. Becker      |
| 319020 | 2005 UN530             | 27 d'octubre de 2005   | Kitt Peak            | Spacewatch        |
| 319021 | 2005 VA1               | 3 de novembre de 2005  | Socorro              | LINEAR            |
| 319022 | 2005 VA5               | 5 de novembre de 2005  | Kitt Peak            | Spacewatch        |
| 319023 | 2005 VF5               | 8 de novembre de 2005  | Piszkesteto          | K. Sarneczky      |
| 319024 | 2005 VZ5               | 11 de novembre de 2005 | Socorro              | LINEAR            |
| 319025 | 2005 VS14              | 3 de novembre de 2005  | Mount Lemmon         | Mt. Lemmon Survey |
| 319026 | 2005 VM18              | 1 de novembre de 2005  | Kitt Peak            | Spacewatch        |
| 319027 | 2005 VQ18              | 1 de novembre de 2005  | Kitt Peak            | Spacewatch        |
| 319028 | 2005 VL19              | 1 de novembre de 2005  | Kitt Peak            | Spacewatch        |
| 319029 | 2005 VL25              | 2 de novembre de 2005  | Socorro              | LINEAR            |
| 319030 | 2005 VF26              | 11 d'octubre de 2005   | Kitt Peak            | Spacewatch        |
| 319031 | 2005 VV39              | 4 de novembre de 2005  | Catalina             | CSS               |
| 319032 | 2005 VQ40              | 4 de novembre de 2005  | Mount Lemmon         | Mt. Lemmon Survey |
| 319033 | 2005 VD44              | 3 de novembre de 2005  | Mount Lemmon         | Mt. Lemmon Survey |
| 319034 | 2005 VZ49              | 2 de novembre de 2005  | Mount Lemmon         | Mt. Lemmon Survey |
| 319035 | 2005 VB52              | 3 de novembre de 2005  | Catalina             | CSS               |
| 319036 | 2005 VN60              | 5 de novembre de 2005  | Catalina             | CSS               |
| 319037 | 2005 VP66              | 1 de novembre de 2005  | Mount Lemmon         | Mt. Lemmon Survey |
| 319038 | 2005 VD69              | 1 de novembre de 2005  | Mount Lemmon         | Mt. Lemmon Survey |
| 319039 | 2005 VG70              | 1 de novembre de 2005  | Mount Lemmon         | Mt. Lemmon Survey |
| 319040 | 2005 VH71              | 1 de novembre de 2005  | Mount Lemmon         | Mt. Lemmon Survey |
| 319041 | 2005 VY71              | 1 de novembre de 2005  | Mount Lemmon         | Mt. Lemmon Survey |
| 319042 | 2005 VU75              | 2 de novembre de 2005  | Mount Lemmon         | Mt. Lemmon Survey |
| 319043 | 2005 VT95              | 6 de novembre de 2005  | Kitt Peak            | Spacewatch        |
| 319044 | 2005 VZ98              | 27 de setembre de 1994 | Kitt Peak            | Spacewatch        |
| 319045 | 2005 VF104             | 25 d'octubre de 2005   | Kitt Peak            | Spacewatch        |
| 319046 | 2005 VA109             | 6 de novembre de 2005  | Mount Lemmon         | Mt. Lemmon Survey |
| 319047 | 2005 VQ110             | 6 de novembre de 2005  | Mount Lemmon         | Mt. Lemmon Survey |
| 319048 | 2005 VH114             | 10 de novembre de 2005 | Mount Lemmon         | Mt. Lemmon Survey |
| 319049 | 2005 VS123             | 2 de novembre de 2005  | Mount Lemmon         | Mt. Lemmon Survey |
| 319050 | 2005 VM126             | 1 de novembre de 2005  | Apache Point         | A. C. Becker      |
| 319051 | 2005 VO130             | 1 de novembre de 2005  | Apache Point         | A. C. Becker      |
| 319052 | 2005 VT130             | 8 d'octubre de 2005    | Kitt Peak            | Spacewatch        |
| 319053 | 2005 VB134             | 1 de novembre de 2005  | Apache Point         | A. C. Becker      |
| 319054 | 2005 WT7               | 21 de novembre de 2005 | Palomar              | NEAT              |
| 319055 | 2005 WZ7               | 27 d'octubre de 2005   | Mount Lemmon         | Mt. Lemmon Survey |
| 319056 | 2005 WV11              | 22 de novembre de 2005 | Kitt Peak            | Spacewatch        |
| 319057 | 2005 WT13              | 1 d'octubre de 2005    | Mount Lemmon         | Mt. Lemmon Survey |
| 319058 | 2005 WE16              | 22 de novembre de 2005 | Kitt Peak            | Spacewatch        |
| 319059 | 2005 WF16              | 22 de novembre de 2005 | Kitt Peak            | Spacewatch        |
| 319060 | 2005 WZ17              | 22 de novembre de 2005 | Kitt Peak            | Spacewatch        |
| 319061 | 2005 WV20              | 21 de novembre de 2005 | Kitt Peak            | Spacewatch        |
| 319062 | 2005 WZ24              | 21 de novembre de 2005 | Kitt Peak            | Spacewatch        |
| 319063 | 2005 WT26              | 27 d'octubre de 2005   | Mount Lemmon         | Mt. Lemmon Survey |
| 319064 | 2005 WL27              | 21 de novembre de 2005 | Kitt Peak            | Spacewatch        |
| 319065 | 2005 WE28              | 21 de novembre de 2005 | Kitt Peak            | Spacewatch        |
| 319066 | 2005 WC29              | 21 de novembre de 2005 | Kitt Peak            | Spacewatch        |
| 319067 | 2005 WJ34              | 21 de novembre de 2005 | Catalina             | CSS               |
| 319068 | 2005 WP37              | 22 de novembre de 2005 | Kitt Peak            | Spacewatch        |
| 319069 | 2005 WA39              | 9 de novembre de 2005  | Kitt Peak            | Spacewatch        |
| 319070 | 2005 WO43              | 21 de novembre de 2005 | Kitt Peak            | Spacewatch        |
| 319071 | 2005 WT54              | 25 de novembre de 2005 | Marly                | P. Kocher         |
| 319072 | 2005 WY56              | 29 de novembre de 2005 | Junk Bond            | D. Healy          |
| 319073 | 2005 WC57              | 28 de novembre de 2005 | Palomar              | NEAT              |
| 319074 | 2005 WD81              | 26 de novembre de 2005 | Mount Lemmon         | Mt. Lemmon Survey |
| 319075 | 2005 WE87              | 28 de novembre de 2005 | Mount Lemmon         | Mt. Lemmon Survey |
| 319076 | 2005 WR87              | 28 de novembre de 2005 | Mount Lemmon         | Mt. Lemmon Survey |
| 319077 | 2005 WQ89              | 26 de novembre de 2005 | Kitt Peak            | Spacewatch        |
| 319078 | 2005 WM93              | 25 de novembre de 2005 | Mount Lemmon         | Mt. Lemmon Survey |
| 319079 | 2005 WD94              | 26 de novembre de 2005 | Kitt Peak            | Spacewatch        |
| 319080 | 2005 WF98              | 28 de novembre de 2005 | Kitt Peak            | Spacewatch        |
| 319081 | 2005 WA113             | 25 de novembre de 2005 | Catalina             | CSS               |
| 319082 | 2005 WJ113             | 25 de novembre de 2005 | Catalina             | CSS               |
| 319083 | 2005 WH115             | 29 de novembre de 2005 | Mount Lemmon         | Mt. Lemmon Survey |
| 319084 | 2005 WZ118             | 24 d'octubre de 2005   | Kitt Peak            | Spacewatch        |
| 319085 | 2005 WD127             | 1 de novembre de 2005  | Kitt Peak            | Spacewatch        |
| 319086 | 2005 WL127             | 25 de novembre de 2005 | Mount Lemmon         | Mt. Lemmon Survey |
| 319087 | 2005 WN127             | 25 de novembre de 2005 | Mount Lemmon         | Mt. Lemmon Survey |
| 319088 | 2005 WS135             | 26 de novembre de 2005 | Kitt Peak            | Spacewatch        |
| 319089 | 2005 WA140             | 26 de novembre de 2005 | Mount Lemmon         | Mt. Lemmon Survey |
| 319090 | 2005 WQ140             | 26 de novembre de 2005 | Mount Lemmon         | Mt. Lemmon Survey |
| 319091 | 2005 WR146             | 25 de novembre de 2005 | Kitt Peak            | Spacewatch        |
| 319092 | 2005 WE147             | 25 de novembre de 2005 | Kitt Peak            | Spacewatch        |
| 319093 | 2005 WH148             | 26 de novembre de 2005 | Catalina             | CSS               |
| 319094 | 2005 WU149             | 28 de novembre de 2005 | Kitt Peak            | Spacewatch        |
| 319095 | 2005 WG150             | 28 de novembre de 2005 | Kitt Peak            | Spacewatch        |
| 319096 | 2005 WD157             | 22 de novembre de 2005 | Kitt Peak            | Spacewatch        |
| 319097 | 2005 WK160             | 28 de novembre de 2005 | Kitt Peak            | Spacewatch        |
| 319098 | 2005 WS164             | 29 de novembre de 2005 | Mount Lemmon         | Mt. Lemmon Survey |
| 319099 | 2005 WZ165             | 22 de novembre de 2005 | Kitt Peak            | Spacewatch        |
| 319100 | 2005 WN166             | 29 de novembre de 2005 | Mount Lemmon         | Mt. Lemmon Survey |

## 319101-319200
| Nom    | Designació provisional | Data de descobriment   | Lloc de descobriment | Descobridor/s     |
| ------ | ---------------------- | ---------------------- | -------------------- | ----------------- |
| 319101 | 2005 WZ171             | 30 de novembre de 2005 | Mount Lemmon         | Mt. Lemmon Survey |
| 319102 | 2005 WP173             | 30 de novembre de 2005 | Socorro              | LINEAR            |
| 319103 | 2005 WE183             | 28 de novembre de 2005 | Socorro              | LINEAR            |
| 319104 | 2005 WJ191             | 22 de novembre de 2005 | Catalina             | CSS               |
| 319105 | 2005 WG197             | 30 de novembre de 2005 | Anderson Mesa        | LONEOS            |
| 319106 | 2005 WK201             | 28 de novembre de 2005 | Catalina             | CSS               |
| 319107 | 2005 WV202             | 30 de novembre de 2005 | Kitt Peak            | Spacewatch        |
| 319108 | 2005 WE211             | 25 de novembre de 2005 | Mount Lemmon         | Mt. Lemmon Survey |
| 319109 | 2005 XG                | 1 de desembre de 2005  | Junk Bond            | D. Healy          |
| 319110 | 2005 XW13              | 1 de desembre de 2005  | Kitt Peak            | Spacewatch        |
| 319111 | 2005 XU14              | 1 de desembre de 2005  | Kitt Peak            | Spacewatch        |
| 319112 | 2005 XA15              | 1 de desembre de 2005  | Kitt Peak            | Spacewatch        |
| 319113 | 2005 XY18              | 1 de desembre de 2005  | Kitt Peak            | Spacewatch        |
| 319114 | 2005 XC27              | 4 de desembre de 2005  | Kitt Peak            | Spacewatch        |
| 319115 | 2005 XW33              | 4 de desembre de 2005  | Kitt Peak            | Spacewatch        |
| 319116 | 2005 XF63              | 5 de desembre de 2005  | Mount Lemmon         | Mt. Lemmon Survey |
| 319117 | 2005 XU63              | 6 de desembre de 2005  | Socorro              | LINEAR            |
| 319118 | 2005 XH65              | 7 de desembre de 2005  | Socorro              | LINEAR            |
| 319119 | 2005 XP65              | 3 de desembre de 2005  | Kitt Peak            | Spacewatch        |
| 319120 | 2005 XV73              | 6 de desembre de 2005  | Kitt Peak            | Spacewatch        |
| 319121 | 2005 XD76              | 7 de desembre de 2005  | Kitt Peak            | Spacewatch        |
| 319122 | 2005 XL76              | 7 de desembre de 2005  | Catalina             | CSS               |
| 319123 | 2005 XR77              | 9 de desembre de 2005  | Socorro              | LINEAR            |
| 319124 | 2005 XR80              | 10 de desembre de 2005 | Catalina             | CSS               |
| 319125 | 2005 XR83              | 5 de desembre de 2005  | Socorro              | LINEAR            |
| 319126 | 2005 XP90              | 8 de desembre de 2005  | Kitt Peak            | Spacewatch        |
| 319127 | 2005 XQ105             | 1 de desembre de 2005  | Kitt Peak            | M. W. Buie        |
| 319128 | 2005 XR116             | 5 de desembre de 2005  | Kitt Peak            | Spacewatch        |
| 319129 | 2005 YC2               | 6 de novembre de 2005  | Mount Lemmon         | Mt. Lemmon Survey |
| 319130 | 2005 YZ2               | 21 de desembre de 2005 | Catalina             | CSS               |
| 319131 | 2005 YN6               | 21 de desembre de 2005 | Catalina             | CSS               |
| 319132 | 2005 YY7               | 22 de desembre de 2005 | Kitt Peak            | Spacewatch        |
| 319133 | 2005 YK8               | 22 de desembre de 2005 | Kitt Peak            | Spacewatch        |
| 319134 | 2005 YV8               | 20 de desembre de 2005 | Wrightwood           | J. W. Young       |
| 319135 | 2005 YB11              | 21 de desembre de 2005 | Kitt Peak            | Spacewatch        |
| 319136 | 2005 YJ11              | 8 de desembre de 2005  | Kitt Peak            | Spacewatch        |
| 319137 | 2005 YM13              | 22 de desembre de 2005 | Kitt Peak            | Spacewatch        |
| 319138 | 2005 YR14              | 22 de desembre de 2005 | Kitt Peak            | Spacewatch        |
| 319139 | 2005 YP15              | 22 de desembre de 2005 | Kitt Peak            | Spacewatch        |
| 319140 | 2005 YX18              | 23 de desembre de 2005 | Kitt Peak            | Spacewatch        |
| 319141 | 2005 YJ21              | 24 de desembre de 2005 | Kitt Peak            | Spacewatch        |
| 319142 | 2005 YG23              | 24 de desembre de 2005 | Kitt Peak            | Spacewatch        |
| 319143 | 2005 YT23              | 24 de desembre de 2005 | Kitt Peak            | Spacewatch        |
| 319144 | 2005 YJ24              | 24 de desembre de 2005 | Kitt Peak            | Spacewatch        |
| 319145 | 2005 YZ26              | 22 de desembre de 2005 | Kitt Peak            | Spacewatch        |
| 319146 | 2005 YA28              | 22 de desembre de 2005 | Kitt Peak            | Spacewatch        |
| 319147 | 2005 YU28              | 22 de desembre de 2005 | Kitt Peak            | Spacewatch        |
| 319148 | 2005 YL30              | 21 de desembre de 2005 | Kitt Peak            | Spacewatch        |
| 319149 | 2005 YU39              | 22 de desembre de 2005 | Kitt Peak            | Spacewatch        |
| 319150 | 2005 YF53              | 22 de desembre de 2005 | Kitt Peak            | Spacewatch        |
| 319151 | 2005 YM56              | 22 de desembre de 2005 | Kitt Peak            | Spacewatch        |
| 319152 | 2005 YX56              | 24 de desembre de 2005 | Kitt Peak            | Spacewatch        |
| 319153 | 2005 YP61              | 24 de desembre de 2005 | Kitt Peak            | Spacewatch        |
| 319154 | 2005 YK65              | 25 de desembre de 2005 | Kitt Peak            | Spacewatch        |
| 319155 | 2005 YN66              | 27 d'octubre de 2005   | Mount Lemmon         | Mt. Lemmon Survey |
| 319156 | 2005 YK67              | 26 de desembre de 2005 | Kitt Peak            | Spacewatch        |
| 319157 | 2005 YG69              | 26 de desembre de 2005 | Kitt Peak            | Spacewatch        |
| 319158 | 2005 YJ75              | 24 de desembre de 2005 | Kitt Peak            | Spacewatch        |
| 319159 | 2005 YT75              | 24 de desembre de 2005 | Kitt Peak            | Spacewatch        |
| 319160 | 2005 YV77              | 24 de desembre de 2005 | Kitt Peak            | Spacewatch        |
| 319161 | 2005 YB80              | 24 de desembre de 2005 | Kitt Peak            | Spacewatch        |
| 319162 | 2005 YX82              | 24 de desembre de 2005 | Kitt Peak            | Spacewatch        |
| 319163 | 2005 YQ83              | 24 de desembre de 2005 | Kitt Peak            | Spacewatch        |
| 319164 | 2005 YB84              | 24 de desembre de 2005 | Kitt Peak            | Spacewatch        |
| 319165 | 2005 YJ85              | 26 de novembre de 2005 | Mount Lemmon         | Mt. Lemmon Survey |
| 319166 | 2005 YJ88              | 25 de desembre de 2005 | Mount Lemmon         | Mt. Lemmon Survey |
| 319167 | 2005 YU92              | 27 de desembre de 2005 | Mount Lemmon         | Mt. Lemmon Survey |
| 319168 | 2005 YY99              | 28 de desembre de 2005 | Kitt Peak            | Spacewatch        |
| 319169 | 2005 YR108             | 25 de desembre de 2005 | Kitt Peak            | Spacewatch        |
| 319170 | 2005 YW108             | 25 de desembre de 2005 | Kitt Peak            | Spacewatch        |
| 319171 | 2005 YS110             | 25 de desembre de 2005 | Kitt Peak            | Spacewatch        |
| 319172 | 2005 YR111             | 25 de desembre de 2005 | Kitt Peak            | Spacewatch        |
| 319173 | 2005 YS111             | 25 de desembre de 2005 | Kitt Peak            | Spacewatch        |
| 319174 | 2005 YQ114             | 25 de desembre de 2005 | Kitt Peak            | Spacewatch        |
| 319175 | 2005 YE115             | 25 de desembre de 2005 | Kitt Peak            | Spacewatch        |
| 319176 | 2005 YR116             | 25 de desembre de 2005 | Kitt Peak            | Spacewatch        |
| 319177 | 2005 YW117             | 25 de desembre de 2005 | Kitt Peak            | Spacewatch        |
| 319178 | 2005 YU118             | 26 de desembre de 2005 | Mount Lemmon         | Mt. Lemmon Survey |
| 319179 | 2005 YH120             | 27 de desembre de 2005 | Mount Lemmon         | Mt. Lemmon Survey |
| 319180 | 2005 YU124             | 26 de desembre de 2005 | Kitt Peak            | Spacewatch        |
| 319181 | 2005 YH125             | 26 de desembre de 2005 | Kitt Peak            | Spacewatch        |
| 319182 | 2005 YO129             | 24 de desembre de 2005 | Kitt Peak            | Spacewatch        |
| 319183 | 2005 YD131             | 25 de desembre de 2005 | Mount Lemmon         | Mt. Lemmon Survey |
| 319184 | 2005 YY131             | 25 de desembre de 2005 | Mount Lemmon         | Mt. Lemmon Survey |
| 319185 | 2005 YZ133             | 26 de desembre de 2005 | Kitt Peak            | Spacewatch        |
| 319186 | 2005 YW138             | 26 de desembre de 2005 | Kitt Peak            | Spacewatch        |
| 319187 | 2005 YL144             | 28 de desembre de 2005 | Mount Lemmon         | Mt. Lemmon Survey |
| 319188 | 2005 YS144             | 28 de desembre de 2005 | Mount Lemmon         | Mt. Lemmon Survey |
| 319189 | 2005 YZ144             | 28 de desembre de 2005 | Mount Lemmon         | Mt. Lemmon Survey |
| 319190 | 2005 YG145             | 29 de desembre de 2005 | Catalina             | CSS               |
| 319191 | 2005 YE149             | 25 de desembre de 2005 | Kitt Peak            | Spacewatch        |
| 319192 | 2005 YA150             | 25 de desembre de 2005 | Kitt Peak            | Spacewatch        |
| 319193 | 2005 YV154             | 29 de desembre de 2005 | Kitt Peak            | Spacewatch        |
| 319194 | 2005 YR156             | 7 d'agost de 2004      | Palomar              | NEAT              |
| 319195 | 2005 YW160             | 27 de desembre de 2005 | Kitt Peak            | Spacewatch        |
| 319196 | 2005 YU164             | 29 de desembre de 2005 | Catalina             | CSS               |
| 319197 | 2005 YF165             | 21 de novembre de 2005 | Kitt Peak            | Spacewatch        |
| 319198 | 2005 YM167             | 27 de desembre de 2005 | Kitt Peak            | Spacewatch        |
| 319199 | 2005 YY171             | 22 de desembre de 2005 | Catalina             | CSS               |
| 319200 | 2005 YU175             | 22 de desembre de 2005 | Kitt Peak            | Spacewatch        |

## 319201-319300
| Nom             | Designació provisional | Data de descobriment   | Lloc de descobriment | Descobridor/s     |
| --------------- | ---------------------- | ---------------------- | -------------------- | ----------------- |
| 319201          | 2005 YK181             | 24 de desembre de 2005 | Catalina             | CSS               |
| 319202          | 2005 YM186             | 10 de novembre de 2005 | Kitt Peak            | Spacewatch        |
| 319203          | 2005 YC191             | 30 de desembre de 2005 | Kitt Peak            | Spacewatch        |
| 319204          | 2005 YH191             | 30 de desembre de 2005 | Kitt Peak            | Spacewatch        |
| 319205          | 2005 YU194             | 31 de desembre de 2005 | Kitt Peak            | Spacewatch        |
| 319206          | 2005 YH198             | 25 de desembre de 2005 | Mount Lemmon         | Mt. Lemmon Survey |
| 319207          | 2005 YR198             | 25 de desembre de 2005 | Kitt Peak            | Spacewatch        |
| 319208          | 2005 YY201             | 24 de desembre de 2005 | Kitt Peak            | Spacewatch        |
| 319209          | 2005 YK205             | 26 de desembre de 2005 | Mount Lemmon         | Mt. Lemmon Survey |
| 319210          | 2005 YU207             | 30 de desembre de 2005 | Kitt Peak            | Spacewatch        |
| 319211          | 2005 YN211             | 28 de desembre de 2005 | Palomar              | NEAT              |
| 319212          | 2005 YH214             | 30 de desembre de 2005 | Catalina             | CSS               |
| 319213          | 2005 YA227             | 25 de desembre de 2005 | Mount Lemmon         | Mt. Lemmon Survey |
| 319214          | 2005 YF232             | 28 de desembre de 2005 | Kitt Peak            | Spacewatch        |
| 319215          | 2005 YP236             | 28 de desembre de 2005 | Kitt Peak            | Spacewatch        |
| 319216          | 2005 YM239             | 29 de desembre de 2005 | Kitt Peak            | Spacewatch        |
| 319217          | 2005 YX244             | 30 de desembre de 2005 | Kitt Peak            | Spacewatch        |
| 319218          | 2005 YY244             | 30 de desembre de 2005 | Kitt Peak            | Spacewatch        |
| 319219          | 2005 YM261             | 25 de desembre de 2005 | Kitt Peak            | Spacewatch        |
| 319220          | 2005 YF262             | 25 de desembre de 2005 | Kitt Peak            | Spacewatch        |
| 319221          | 2005 YD264             | 25 de desembre de 2005 | Kitt Peak            | Spacewatch        |
| 319222          | 2005 YZ272             | 30 de desembre de 2005 | Kitt Peak            | Spacewatch        |
| 319223          | 2005 YW274             | 30 de desembre de 2005 | Mount Lemmon         | Mt. Lemmon Survey |
| 319224          | 2005 YV281             | 26 de desembre de 2005 | Mount Lemmon         | Mt. Lemmon Survey |
| 319225          | 2005 YX290             | 28 de desembre de 2005 | Kitt Peak            | Spacewatch        |
| 319226          | 2006 AH8               | 7 de gener de 2006     | Socorro              | LINEAR            |
| 319227 Erichbär | 2006 AJ8               | 9 de gener de 2006     | Radebeul             | M. Fiedler        |
| 319228          | 2006 AS8               | 2 de gener de 2006     | Mount Lemmon         | Mt. Lemmon Survey |
| 319229          | 2006 AD10              | 4 de gener de 2006     | Mount Lemmon         | Mt. Lemmon Survey |
| 319230          | 2006 AH15              | 5 de gener de 2006     | Mount Lemmon         | Mt. Lemmon Survey |
| 319231          | 2006 AN17              | 5 de gener de 2006     | Kitt Peak            | Spacewatch        |
| 319232          | 2006 AO23              | 4 de gener de 2006     | Kitt Peak            | Spacewatch        |
| 319233          | 2006 AV23              | 4 de gener de 2006     | Mount Lemmon         | Mt. Lemmon Survey |
| 319234          | 2006 AT24              | 5 de desembre de 2005  | Mount Lemmon         | Mt. Lemmon Survey |
| 319235          | 2006 AE27              | 5 de gener de 2006     | Mount Lemmon         | Mt. Lemmon Survey |
| 319236          | 2006 AM30              | 2 de gener de 2006     | Socorro              | LINEAR            |
| 319237          | 2006 AO38              | 7 de gener de 2006     | Mount Lemmon         | Mt. Lemmon Survey |
| 319238          | 2006 AV39              | 7 de gener de 2006     | Mount Lemmon         | Mt. Lemmon Survey |
| 319239          | 2006 AY40              | 7 de gener de 2006     | Kitt Peak            | Spacewatch        |
| 319240          | 2006 AE41              | 7 de gener de 2006     | Kitt Peak            | Spacewatch        |
| 319241          | 2006 AE42              | 29 de novembre de 2005 | Mount Lemmon         | Mt. Lemmon Survey |
| 319242          | 2006 AG45              | 4 de gener de 2006     | Kitt Peak            | Spacewatch        |
| 319243          | 2006 AL47              | 4 de maig de 2002      | Palomar              | NEAT              |
| 319244          | 2006 AY48              | 4 de gener de 2006     | Mount Lemmon         | Mt. Lemmon Survey |
| 319245          | 2006 AK50              | 2 de desembre de 2005  | Mount Lemmon         | Mt. Lemmon Survey |
| 319246          | 2006 AB51              | 5 de gener de 2006     | Kitt Peak            | Spacewatch        |
| 319247          | 2006 AX51              | 5 de gener de 2006     | Kitt Peak            | Spacewatch        |
| 319248          | 2006 AY63              | 7 de gener de 2006     | Mount Lemmon         | Mt. Lemmon Survey |
| 319249          | 2006 AL66              | 9 de gener de 2006     | Kitt Peak            | Spacewatch        |
| 319250          | 2006 AZ67              | 5 de gener de 2006     | Mount Lemmon         | Mt. Lemmon Survey |
| 319251          | 2006 AM71              | 6 de gener de 2006     | Kitt Peak            | Spacewatch        |
| 319252          | 2006 AD81              | 4 de gener de 2006     | Catalina             | CSS               |
| 319253          | 2006 AM83              | 10 de gener de 2006    | Catalina             | CSS               |
| 319254          | 2006 AS83              | 5 de gener de 2006     | Catalina             | CSS               |
| 319255          | 2006 AT83              | 5 de gener de 2006     | Socorro              | LINEAR            |
| 319256          | 2006 AM84              | 6 de gener de 2006     | Anderson Mesa        | LONEOS            |
| 319257          | 2006 AE87              | 2 de gener de 2006     | Mount Lemmon         | Mt. Lemmon Survey |
| 319258          | 2006 AQ92              | 7 de gener de 2006     | Mount Lemmon         | Mt. Lemmon Survey |
| 319259          | 2006 AY100             | 10 de gener de 2006    | Mount Lemmon         | Mt. Lemmon Survey |
| 319260          | 2006 AB102             | 7 de gener de 2006     | Mount Lemmon         | Mt. Lemmon Survey |
| 319261          | 2006 BQ4               | 21 de gener de 2006    | Kitt Peak            | Spacewatch        |
| 319262          | 2006 BX5               | 22 de gener de 2006    | Mayhill              | A. Lowe           |
| 319263          | 2006 BY10              | 20 de gener de 2006    | Kitt Peak            | Spacewatch        |
| 319264          | 2006 BE12              | 21 de gener de 2006    | Kitt Peak            | Spacewatch        |
| 319265          | 2006 BS21              | 22 de gener de 2006    | Mount Lemmon         | Mt. Lemmon Survey |
| 319266          | 2006 BL22              | 22 de gener de 2006    | Mount Lemmon         | Mt. Lemmon Survey |
| 319267          | 2006 BG23              | 23 de gener de 2006    | Kitt Peak            | Spacewatch        |
| 319268          | 2006 BH27              | 20 de gener de 2006    | Kitt Peak            | Spacewatch        |
| 319269          | 2006 BU41              | 22 de gener de 2006    | Mount Lemmon         | Mt. Lemmon Survey |
| 319270          | 2006 BA42              | 23 de gener de 2006    | Kitt Peak            | Spacewatch        |
| 319271          | 2006 BT42              | 23 de gener de 2006    | Kitt Peak            | Spacewatch        |
| 319272          | 2006 BR44              | 23 de gener de 2006    | Mount Lemmon         | Mt. Lemmon Survey |
| 319273          | 2006 BP45              | 23 de gener de 2006    | Mount Lemmon         | Mt. Lemmon Survey |
| 319274          | 2006 BZ47              | 25 de gener de 2006    | Kitt Peak            | Spacewatch        |
| 319275          | 2006 BU50              | 25 de gener de 2006    | Kitt Peak            | Spacewatch        |
| 319276          | 2006 BG59              | 23 de gener de 2006    | Mount Lemmon         | Mt. Lemmon Survey |
| 319277          | 2006 BJ60              | 26 de gener de 2006    | Catalina             | CSS               |
| 319278          | 2006 BY61              | 22 de gener de 2006    | Anderson Mesa        | LONEOS            |
| 319279          | 2006 BR66              | 23 de gener de 2006    | Kitt Peak            | Spacewatch        |
| 319280          | 2006 BW66              | 23 de gener de 2006    | Kitt Peak            | Spacewatch        |
| 319281          | 2006 BQ73              | 23 de gener de 2006    | Kitt Peak            | Spacewatch        |
| 319282          | 2006 BY73              | 23 de gener de 2006    | Kitt Peak            | Spacewatch        |
| 319283          | 2006 BO76              | 23 de gener de 2006    | Kitt Peak            | Spacewatch        |
| 319284          | 2006 BW77              | 23 de gener de 2006    | Mount Lemmon         | Mt. Lemmon Survey |
| 319285          | 2006 BS78              | 23 de gener de 2006    | Mount Lemmon         | Mt. Lemmon Survey |
| 319286          | 2006 BU82              | 24 de gener de 2006    | Mount Lemmon         | Mt. Lemmon Survey |
| 319287          | 2006 BN85              | 25 de gener de 2006    | Kitt Peak            | Spacewatch        |
| 319288          | 2006 BD87              | 25 de gener de 2006    | Kitt Peak            | Spacewatch        |
| 319289          | 2006 BV87              | 25 de gener de 2006    | Kitt Peak            | Spacewatch        |
| 319290          | 2006 BM88              | 25 de gener de 2006    | Kitt Peak            | Spacewatch        |
| 319291          | 2006 BM89              | 25 de gener de 2006    | Kitt Peak            | Spacewatch        |
| 319292          | 2006 BX90              | 26 de gener de 2006    | Kitt Peak            | Spacewatch        |
| 319293          | 2006 BG91              | 26 de gener de 2006    | Kitt Peak            | Spacewatch        |
| 319294          | 2006 BN92              | 26 de gener de 2006    | Catalina             | CSS               |
| 319295          | 2006 BG96              | 4 de gener de 2006     | Mount Lemmon         | Mt. Lemmon Survey |
| 319296          | 2006 BC103             | 23 de gener de 2006    | Mount Lemmon         | Mt. Lemmon Survey |
| 319297          | 2006 BX103             | 23 de gener de 2006    | Mount Lemmon         | Mt. Lemmon Survey |
| 319298          | 2006 BK109             | 25 de gener de 2006    | Kitt Peak            | Spacewatch        |
| 319299          | 2006 BE110             | 25 de gener de 2006    | Kitt Peak            | Spacewatch        |
| 319300          | 2006 BC111             | 25 de gener de 2006    | Kitt Peak            | Spacewatch        |

## 319301-319400
| Nom    | Designació provisional | Data de descobriment   | Lloc de descobriment | Descobridor/s     |
| ------ | ---------------------- | ---------------------- | -------------------- | ----------------- |
| 319301 | 2006 BD113             | 25 de gener de 2006    | Kitt Peak            | Spacewatch        |
| 319302 | 2006 BV114             | 26 de gener de 2006    | Kitt Peak            | Spacewatch        |
| 319303 | 2006 BY117             | 26 de gener de 2006    | Mount Lemmon         | Mt. Lemmon Survey |
| 319304 | 2006 BA120             | 26 de gener de 2006    | Kitt Peak            | Spacewatch        |
| 319305 | 2006 BB124             | 26 de gener de 2006    | Kitt Peak            | Spacewatch        |
| 319306 | 2006 BC127             | 26 de gener de 2006    | Kitt Peak            | Spacewatch        |
| 319307 | 2006 BA134             | 27 de gener de 2006    | Kitt Peak            | Spacewatch        |
| 319308 | 2006 BG142             | 26 de gener de 2006    | Kitt Peak            | Spacewatch        |
| 319309 | 2006 BR143             | 26 de gener de 2006    | Kitt Peak            | Spacewatch        |
| 319310 | 2006 BT143             | 21 de gener de 2006    | Anderson Mesa        | LONEOS            |
| 319311 | 2006 BW146             | 28 de gener de 2006    | Bergisch Gladbac     | W. Bickel         |
| 319312 | 2006 BD149             | 7 d'agost de 2004      | Campo Imperatore     | CINEOS            |
| 319313 | 2006 BD152             | 25 de gener de 2006    | Kitt Peak            | Spacewatch        |
| 319314 | 2006 BJ156             | 25 de gener de 2006    | Kitt Peak            | Spacewatch        |
| 319315 | 2006 BF157             | 25 de gener de 2006    | Kitt Peak            | Spacewatch        |
| 319316 | 2006 BE159             | 26 de gener de 2006    | Kitt Peak            | Spacewatch        |
| 319317 | 2006 BV163             | 26 de gener de 2006    | Mount Lemmon         | Mt. Lemmon Survey |
| 319318 | 2006 BF164             | 26 de gener de 2006    | Mount Lemmon         | Mt. Lemmon Survey |
| 319319 | 2006 BH166             | 26 de gener de 2006    | Mount Lemmon         | Mt. Lemmon Survey |
| 319320 | 2006 BG167             | 26 de gener de 2006    | Mount Lemmon         | Mt. Lemmon Survey |
| 319321 | 2006 BX167             | 26 de gener de 2006    | Mount Lemmon         | Mt. Lemmon Survey |
| 319322 | 2006 BO172             | 27 de gener de 2006    | Kitt Peak            | Spacewatch        |
| 319323 | 2006 BG174             | 27 de gener de 2006    | Kitt Peak            | Spacewatch        |
| 319324 | 2006 BV174             | 27 de gener de 2006    | Kitt Peak            | Spacewatch        |
| 319325 | 2006 BO177             | 27 de gener de 2006    | Mount Lemmon         | Mt. Lemmon Survey |
| 319326 | 2006 BD178             | 7 d'abril de 2003      | Kitt Peak            | Spacewatch        |
| 319327 | 2006 BV180             | 27 de gener de 2006    | Mount Lemmon         | Mt. Lemmon Survey |
| 319328 | 2006 BX183             | 30 de desembre de 2005 | Mount Lemmon         | Mt. Lemmon Survey |
| 319329 | 2006 BE193             | 30 de gener de 2006    | Kitt Peak            | Spacewatch        |
| 319330 | 2006 BE204             | 31 de gener de 2006    | Kitt Peak            | Spacewatch        |
| 319331 | 2006 BA206             | 31 de gener de 2006    | Mount Lemmon         | Mt. Lemmon Survey |
| 319332 | 2006 BD210             | 31 de gener de 2006    | Kitt Peak            | Spacewatch        |
| 319333 | 2006 BR224             | 30 de gener de 2006    | Kitt Peak            | Spacewatch        |
| 319334 | 2006 BV239             | 31 de gener de 2006    | Kitt Peak            | Spacewatch        |
| 319335 | 2006 BA243             | 31 de gener de 2006    | Kitt Peak            | Spacewatch        |
| 319336 | 2006 BG247             | 31 de gener de 2006    | Kitt Peak            | Spacewatch        |
| 319337 | 2006 BO257             | 31 de gener de 2006    | Kitt Peak            | Spacewatch        |
| 319338 | 2006 BQ257             | 31 de gener de 2006    | Mount Lemmon         | Mt. Lemmon Survey |
| 319339 | 2006 BX265             | 31 de gener de 2006    | Kitt Peak            | Spacewatch        |
| 319340 | 2006 BG266             | 31 de gener de 2006    | Kitt Peak            | Spacewatch        |
| 319341 | 2006 BB268             | 26 de gener de 2006    | Catalina             | CSS               |
| 319342 | 2006 BY273             | 25 de gener de 2006    | Kitt Peak            | Spacewatch        |
| 319343 | 2006 BD281             | 27 de gener de 2006    | Mount Lemmon         | Mt. Lemmon Survey |
| 319344 | 2006 BQ283             | 22 de gener de 2006    | Mount Lemmon         | Mt. Lemmon Survey |
| 319345 | 2006 CY8               | 1 de febrer de 2006    | Mount Lemmon         | Mt. Lemmon Survey |
| 319346 | 2006 CC13              | 1 de febrer de 2006    | Kitt Peak            | Spacewatch        |
| 319347 | 2006 CD17              | 1 de febrer de 2006    | Mount Lemmon         | Mt. Lemmon Survey |
| 319348 | 2006 CS21              | 1 de febrer de 2006    | Kitt Peak            | Spacewatch        |
| 319349 | 2006 CV23              | 2 de febrer de 2006    | Kitt Peak            | Spacewatch        |
| 319350 | 2006 CO24              | 2 de febrer de 2006    | Kitt Peak            | Spacewatch        |
| 319351 | 2006 CO36              | 2 de febrer de 2006    | Mount Lemmon         | Mt. Lemmon Survey |
| 319352 | 2006 CN39              | 2 de febrer de 2006    | Kitt Peak            | Spacewatch        |
| 319353 | 2006 CC49              | 3 de febrer de 2006    | Kitt Peak            | Spacewatch        |
| 319354 | 2006 CZ51              | 4 de febrer de 2006    | Kitt Peak            | Spacewatch        |
| 319355 | 2006 CD54              | 24 de desembre de 2005 | Catalina             | CSS               |
| 319356 | 2006 CX59              | 6 de febrer de 2006    | Mount Lemmon         | Mt. Lemmon Survey |
| 319357 | 2006 CS61              | 3 de febrer de 2006    | Anderson Mesa        | LONEOS            |
| 319358 | 2006 CE64              | 2 de febrer de 2006    | Mauna Kea            | P. A. Wiegert     |
| 319359 | 2006 DP2               | 20 de febrer de 2006   | Kitt Peak            | Spacewatch        |
| 319360 | 2006 DZ9               | 21 de febrer de 2006   | Catalina             | CSS               |
| 319361 | 2006 DB19              | 4 de febrer de 2006    | Kitt Peak            | Spacewatch        |
| 319362 | 2006 DD19              | 20 de febrer de 2006   | Kitt Peak            | Spacewatch        |
| 319363 | 2006 DV24              | 20 de febrer de 2006   | Kitt Peak            | Spacewatch        |
| 319364 | 2006 DU29              | 20 de febrer de 2006   | Kitt Peak            | Spacewatch        |
| 319365 | 2006 DR44              | 20 de febrer de 2006   | Mount Lemmon         | Mt. Lemmon Survey |
| 319366 | 2006 DU54              | 24 de febrer de 2006   | Kitt Peak            | Spacewatch        |
| 319367 | 2006 DL64              | 20 de febrer de 2006   | Socorro              | LINEAR            |
| 319368 | 2006 DQ67              | 23 de febrer de 2006   | Anderson Mesa        | LONEOS            |
| 319369 | 2006 DA70              | 20 de febrer de 2006   | Kitt Peak            | Spacewatch        |
| 319370 | 2006 DL71              | 21 de febrer de 2006   | Mount Lemmon         | Mt. Lemmon Survey |
| 319371 | 2006 DG72              | 22 de febrer de 2006   | Catalina             | CSS               |
| 319372 | 2006 DG74              | 23 de febrer de 2006   | Mount Lemmon         | Mt. Lemmon Survey |
| 319373 | 2006 DT82              | 24 de febrer de 2006   | Kitt Peak            | Spacewatch        |
| 319374 | 2006 DX84              | 24 de febrer de 2006   | Kitt Peak            | Spacewatch        |
| 319375 | 2006 DW86              | 24 de febrer de 2006   | Kitt Peak            | Spacewatch        |
| 319376 | 2006 DV115             | 27 de febrer de 2006   | Kitt Peak            | Spacewatch        |
| 319377 | 2006 DP119             | 20 de febrer de 2006   | Socorro              | LINEAR            |
| 319378 | 2006 DS138             | 25 de febrer de 2006   | Kitt Peak            | Spacewatch        |
| 319379 | 2006 DC146             | 25 de febrer de 2006   | Mount Lemmon         | Mt. Lemmon Survey |
| 319380 | 2006 DR146             | 25 de febrer de 2006   | Kitt Peak            | Spacewatch        |
| 319381 | 2006 DL147             | 28 de setembre de 2003 | Kitt Peak            | Spacewatch        |
| 319382 | 2006 DC152             | 25 de febrer de 2006   | Kitt Peak            | Spacewatch        |
| 319383 | 2006 DS174             | 27 de febrer de 2006   | Kitt Peak            | Spacewatch        |
| 319384 | 2006 DH175             | 27 de febrer de 2006   | Catalina             | CSS               |
| 319385 | 2006 DY178             | 27 de febrer de 2006   | Mount Lemmon         | Mt. Lemmon Survey |
| 319386 | 2006 DH202             | 21 de febrer de 2006   | Anderson Mesa        | LONEOS            |
| 319387 | 2006 EO19              | 2 de març de 2006      | Kitt Peak            | Spacewatch        |
| 319388 | 2006 EP26              | 3 de març de 2006      | Kitt Peak            | Spacewatch        |
| 319389 | 2006 EK33              | 3 de març de 2006      | Mount Lemmon         | Mt. Lemmon Survey |
| 319390 | 2006 EU37              | 4 de març de 2006      | Anderson Mesa        | LONEOS            |
| 319391 | 2006 EH46              | 4 de març de 2006      | Kitt Peak            | Spacewatch        |
| 319392 | 2006 EL68              | 2 de març de 2006      | Kitt Peak            | M. W. Buie        |
| 319393 | 2006 EV68              | 2 de març de 2006      | Kitt Peak            | M. W. Buie        |
| 319394 | 2006 ET69              | 4 de març de 2006      | Catalina             | CSS               |
| 319395 | 2006 FP7               | 23 de març de 2006     | Kitt Peak            | Spacewatch        |
| 319396 | 2006 FG14              | 23 de març de 2006     | Kitt Peak            | Spacewatch        |
| 319397 | 2006 GU1               | 2 d'abril de 2006      | Mount Lemmon         | Mt. Lemmon Survey |
| 319398 | 2006 GJ8               | 2 d'abril de 2006      | Kitt Peak            | Spacewatch        |
| 319399 | 2006 GF13              | 2 d'abril de 2006      | Kitt Peak            | Spacewatch        |
| 319400 | 2006 GG13              | 2 d'abril de 2006      | Kitt Peak            | Spacewatch        |

## 319401-319500
| Nom    | Designació provisional | Data de descobriment | Lloc de descobriment | Descobridor/s        |
| ------ | ---------------------- | -------------------- | -------------------- | -------------------- |
| 319401 | 2006 GG22              | 2 d'abril de 2006    | Kitt Peak            | Spacewatch           |
| 319402 | 2006 GZ23              | 2 d'abril de 2006    | Kitt Peak            | Spacewatch           |
| 319403 | 2006 GZ41              | 8 d'abril de 2006    | Catalina             | CSS                  |
| 319404 | 2006 GT42              | 7 d'abril de 2006    | Siding Spring        | Siding Spring Survey |
| 319405 | 2006 GG44              | 2 d'abril de 2006    | Kitt Peak            | Spacewatch           |
| 319406 | 2006 GG49              | 2 d'abril de 2006    | Catalina             | CSS                  |
| 319407 | 2006 HJ8               | 19 d'abril de 2006   | Kitt Peak            | Spacewatch           |
| 319408 | 2006 HT9               | 19 d'abril de 2006   | Kitt Peak            | Spacewatch           |
| 319409 | 2006 HP18              | 23 d'abril de 2006   | Mayhill              | A. Lowe              |
| 319410 | 2006 HX19              | 19 d'abril de 2006   | Mount Lemmon         | Mt. Lemmon Survey    |
| 319411 | 2006 HJ25              | 20 d'abril de 2006   | Kitt Peak            | Spacewatch           |
| 319412 | 2006 HJ27              | 20 d'abril de 2006   | Mount Lemmon         | Mt. Lemmon Survey    |
| 319413 | 2006 HK34              | 19 d'abril de 2006   | Mount Lemmon         | Mt. Lemmon Survey    |
| 319414 | 2006 HV35              | 20 d'abril de 2006   | Kitt Peak            | Spacewatch           |
| 319415 | 2006 HC37              | 21 d'abril de 2006   | Kitt Peak            | Spacewatch           |
| 319416 | 2006 HG38              | 21 d'abril de 2006   | Kitt Peak            | Spacewatch           |
| 319417 | 2006 HJ49              | 25 d'abril de 2006   | Kitt Peak            | Spacewatch           |
| 319418 | 2006 HY63              | 24 d'abril de 2006   | Kitt Peak            | Spacewatch           |
| 319419 | 2006 HC68              | 24 d'abril de 2006   | Mount Lemmon         | Mt. Lemmon Survey    |
| 319420 | 2006 HQ71              | 25 d'abril de 2006   | Kitt Peak            | Spacewatch           |
| 319421 | 2006 HR77              | 26 d'abril de 2006   | Kitt Peak            | Spacewatch           |
| 319422 | 2006 HW80              | 26 d'abril de 2006   | Kitt Peak            | Spacewatch           |
| 319423 | 2006 HN86              | 27 d'abril de 2006   | Catalina             | CSS                  |
| 319424 | 2006 HN88              | 30 d'abril de 2006   | Kitt Peak            | Spacewatch           |
| 319425 | 2006 HM98              | 30 d'abril de 2006   | Kitt Peak            | Spacewatch           |
| 319426 | 2006 HO98              | 30 d'abril de 2006   | Kitt Peak            | Spacewatch           |
| 319427 | 2006 HC102             | 30 d'abril de 2006   | Kitt Peak            | Spacewatch           |
| 319428 | 2006 HH103             | 30 d'abril de 2006   | Kitt Peak            | Spacewatch           |
| 319429 | 2006 HM120             | 30 d'abril de 2006   | Kitt Peak            | Spacewatch           |
| 319430 | 2006 HH140             | 26 d'abril de 2006   | Cerro Tololo         | M. W. Buie           |
| 319431 | 2006 JG7               | 1 de maig de 2006    | Kitt Peak            | Spacewatch           |
| 319432 | 2006 JH11              | 1 de maig de 2006    | Kitt Peak            | Spacewatch           |
| 319433 | 2006 JP18              | 2 de maig de 2006    | Mount Lemmon         | Mt. Lemmon Survey    |
| 319434 | 2006 JZ39              | 6 de maig de 2006    | Mount Lemmon         | Mt. Lemmon Survey    |
| 319435 | 2006 JW48              | 10 de maig de 2006   | Palomar              | NEAT                 |
| 319436 | 2006 JZ50              | 2 de maig de 2006    | Mount Lemmon         | Mt. Lemmon Survey    |
| 319437 | 2006 JY79              | 1 de maig de 2006    | Kitt Peak            | Spacewatch           |
| 319438 | 2006 KD2               | 17 de maig de 2006   | Siding Spring        | Siding Spring Survey |
| 319439 | 2006 KN4               | 19 de maig de 2006   | Mount Lemmon         | Mt. Lemmon Survey    |
| 319440 | 2006 KM33              | 20 de maig de 2006   | Kitt Peak            | Spacewatch           |
| 319441 | 2006 KW52              | 21 de maig de 2006   | Kitt Peak            | Spacewatch           |
| 319442 | 2006 KA53              | 21 de maig de 2006   | Kitt Peak            | Spacewatch           |
| 319443 | 2006 KW59              | 22 de maig de 2006   | Kitt Peak            | Spacewatch           |
| 319444 | 2006 KL61              | 22 de maig de 2006   | Kitt Peak            | Spacewatch           |
| 319445 | 2006 KU61              | 22 de maig de 2006   | Kitt Peak            | Spacewatch           |
| 319446 | 2006 KV63              | 23 de maig de 2006   | Mount Lemmon         | Mt. Lemmon Survey    |
| 319447 | 2006 KJ65              | 24 de maig de 2006   | Kitt Peak            | Spacewatch           |
| 319448 | 2006 KR66              | 24 de maig de 2006   | Kitt Peak            | Spacewatch           |
| 319449 | 2006 KN69              | 22 de maig de 2006   | Kitt Peak            | Spacewatch           |
| 319450 | 2006 KO69              | 22 de maig de 2006   | Kitt Peak            | Spacewatch           |
| 319451 | 2006 KC75              | 24 de maig de 2006   | Kitt Peak            | Spacewatch           |
| 319452 | 2006 KH78              | 24 de maig de 2006   | Mount Lemmon         | Mt. Lemmon Survey    |
| 319453 | 2006 KN81              | 25 de maig de 2006   | Palomar              | NEAT                 |
| 319454 | 2006 KC116             | 29 de maig de 2006   | Kitt Peak            | Spacewatch           |
| 319455 | 2006 KB142             | 25 de maig de 2006   | Mauna Kea            | P. A. Wiegert        |
| 319456 | 2006 KB145             | 26 de maig de 2006   | Mount Lemmon         | Mt. Lemmon Survey    |
| 319457 | 2006 LM3               | 26 de maig de 2006   | Mount Lemmon         | Mt. Lemmon Survey    |
| 319458 | 2006 LY4               | 2 de juny de 2006    | Kitt Peak            | Spacewatch           |
| 319459 | 2006 MA6               | 18 de juny de 2006   | Palomar              | NEAT                 |
| 319460 | 2006 NJ                | 3 de juliol de 2006  | Hibiscus             | S. F. Hoenig         |
| 319461 | 2006 OP2               | 19 de juliol de 2006 | Palomar              | NEAT                 |
| 319462 | 2006 OB4               | 21 de juliol de 2006 | Mount Lemmon         | Mt. Lemmon Survey    |
| 319463 | 2006 OW6               | 24 de juliol de 2006 | Pla D'Arguines       | R. Ferrando          |
| 319464 | 2006 OU9               | 24 de juliol de 2006 | Altschwendt          | W. Ries              |
| 319465 | 2006 OR11              | 21 de juliol de 2006 | Socorro              | LINEAR               |
| 319466 | 2006 OA12              | 21 de juliol de 2006 | Catalina             | CSS                  |
| 319467 | 2006 OE16              | 4 de maig de 2006    | Mount Lemmon         | Mt. Lemmon Survey    |
| 319468 | 2006 PP1               | 11 d'agost de 2006   | Palomar              | NEAT                 |
| 319469 | 2006 PY2               | 12 d'agost de 2006   | Palomar              | NEAT                 |
| 319470 | 2006 PA7               | 12 d'agost de 2006   | Palomar              | NEAT                 |
| 319471 | 2006 PA8               | 12 d'agost de 2006   | Palomar              | NEAT                 |
| 319472 | 2006 PS11              | 13 d'agost de 2006   | Palomar              | NEAT                 |
| 319473 | 2006 PO13              | 14 d'agost de 2006   | Siding Spring        | Siding Spring Survey |
| 319474 | 2006 PS16              | 15 d'agost de 2006   | Palomar              | NEAT                 |
| 319475 | 2006 PC17              | 15 d'agost de 2006   | Palomar              | NEAT                 |
| 319476 | 2006 PO20              | 15 d'agost de 2006   | Palomar              | NEAT                 |
| 319477 | 2006 PC27              | 15 d'agost de 2006   | Palomar              | NEAT                 |
| 319478 | 2006 PB30              | 12 d'agost de 2006   | Lulin                | H.-C. Lin, Q.-z. Ye  |
| 319479 | 2006 PC30              | 15 d'agost de 2006   | Lulin                | C.-S. Lin, Q.-z. Ye  |
| 319480 | 2006 QO1               | 16 d'agost de 2006   | Siding Spring        | Siding Spring Survey |
| 319481 | 2006 QO9               | 19 d'agost de 2006   | Palomar              | NEAT                 |
| 319482 | 2006 QQ11              | 16 d'agost de 2006   | Siding Spring        | Siding Spring Survey |
| 319483 | 2006 QV14              | 17 d'agost de 2006   | Palomar              | NEAT                 |
| 319484 | 2006 QU18              | 16 d'agost de 2006   | Palomar              | NEAT                 |
| 319485 | 2006 QH19              | 17 d'agost de 2006   | Palomar              | NEAT                 |
| 319486 | 2006 QF20              | 18 d'agost de 2006   | Anderson Mesa        | LONEOS               |
| 319487 | 2006 QX22              | 19 d'agost de 2006   | Anderson Mesa        | LONEOS               |
| 319488 | 2006 QK24              | 17 d'agost de 2006   | Palomar              | NEAT                 |
| 319489 | 2006 QZ28              | 21 d'agost de 2006   | Kitt Peak            | Spacewatch           |
| 319490 | 2006 QL30              | 20 d'agost de 2006   | Palomar              | NEAT                 |
| 319491 | 2006 QF37              | 20 de maig de 2001   | Cerro Tololo         | M. W. Buie           |
| 319492 | 2006 QT44              | 19 d'agost de 2006   | Anderson Mesa        | LONEOS               |
| 319493 | 2006 QH45              | 19 d'agost de 2006   | Kitt Peak            | Spacewatch           |
| 319494 | 2006 QC49              | 21 d'agost de 2006   | Palomar              | NEAT                 |
| 319495 | 2006 QW59              | 19 d'agost de 2006   | Palomar              | NEAT                 |
| 319496 | 2006 QG63              | 24 d'agost de 2006   | Socorro              | LINEAR               |
| 319497 | 2006 QC72              | 21 d'agost de 2006   | Kitt Peak            | Spacewatch           |
| 319498 | 2006 QP79              | 24 d'agost de 2006   | Socorro              | LINEAR               |
| 319499 | 2006 QP81              | 24 d'agost de 2006   | Palomar              | NEAT                 |
| 319500 | 2006 QY81              | 24 d'agost de 2006   | Palomar              | NEAT                 |

## 319501-319600
| Nom    | Designació provisional | Data de descobriment   | Lloc de descobriment | Descobridor/s     |
| ------ | ---------------------- | ---------------------- | -------------------- | ----------------- |
| 319501 | 2006 QA92              | 16 d'agost de 2006     | Palomar              | NEAT              |
| 319502 | 2006 QS92              | 16 d'agost de 2006     | Palomar              | NEAT              |
| 319503 | 2006 QZ100             | 26 d'agost de 2006     | Socorro              | LINEAR            |
| 319504 | 2006 QU113             | 24 d'agost de 2006     | Palomar              | NEAT              |
| 319505 | 2006 QO117             | 27 d'agost de 2006     | Anderson Mesa        | LONEOS            |
| 319506 | 2006 QN123             | 29 d'agost de 2006     | Catalina             | CSS               |
| 319507 | 2006 QO123             | 24 d'agost de 2006     | Socorro              | LINEAR            |
| 319508 | 2006 QR126             | 16 d'agost de 2006     | Palomar              | NEAT              |
| 319509 | 2006 QA143             | 31 d'agost de 2006     | Schiaparelli         | Schiaparelli      |
| 319510 | 2006 QM144             | 29 d'agost de 2006     | Catalina             | CSS               |
| 319511 | 2006 QM145             | 18 d'agost de 2006     | Kitt Peak            | Spacewatch        |
| 319512 | 2006 QW146             | 18 d'agost de 2006     | Kitt Peak            | Spacewatch        |
| 319513 | 2006 QR148             | 18 d'agost de 2006     | Kitt Peak            | Spacewatch        |
| 319514 | 2006 QX156             | 19 d'agost de 2006     | Kitt Peak            | Spacewatch        |
| 319515 | 2006 QC163             | 29 d'agost de 2006     | Catalina             | CSS               |
| 319516 | 2006 QV169             | 28 d'agost de 2006     | Anderson Mesa        | LONEOS            |
| 319517 | 2006 QD184             | 28 d'agost de 2006     | Catalina             | CSS               |
| 319518 | 2006 QR186             | 18 d'agost de 2006     | Kitt Peak            | Spacewatch        |
| 319519 | 2006 RJ                | 1 de setembre de 2006  | Plana                | F. Fratev         |
| 319520 | 2006 RT9               | 13 de setembre de 2006 | Palomar              | NEAT              |
| 319521 | 2006 RC22              | 15 de setembre de 2006 | Catalina             | CSS               |
| 319522 | 2006 RX22              | 15 de setembre de 2006 | Palomar              | NEAT              |
| 319523 | 2006 RB39              | 14 de setembre de 2006 | Catalina             | CSS               |
| 319524 | 2006 RN42              | 14 de setembre de 2006 | Kitt Peak            | Spacewatch        |
| 319525 | 2006 RC44              | 14 de setembre de 2006 | Kitt Peak            | Spacewatch        |
| 319526 | 2006 RB45              | 14 de setembre de 2006 | Kitt Peak            | Spacewatch        |
| 319527 | 2006 RE47              | 14 de setembre de 2006 | Kitt Peak            | Spacewatch        |
| 319528 | 2006 RC49              | 14 de setembre de 2006 | Kitt Peak            | Spacewatch        |
| 319529 | 2006 RF49              | 14 de setembre de 2006 | Kitt Peak            | Spacewatch        |
| 319530 | 2006 RS49              | 14 de setembre de 2006 | Kitt Peak            | Spacewatch        |
| 319531 | 2006 RN52              | 14 de setembre de 2006 | Kitt Peak            | Spacewatch        |
| 319532 | 2006 RE57              | 14 de setembre de 2006 | Palomar              | NEAT              |
| 319533 | 2006 RC58              | 15 de setembre de 2006 | Kitt Peak            | Spacewatch        |
| 319534 | 2006 RJ60              | 14 de setembre de 2006 | Catalina             | CSS               |
| 319535 | 2006 RF63              | 14 de setembre de 2006 | Catalina             | CSS               |
| 319536 | 2006 RK72              | 15 de setembre de 2006 | Kitt Peak            | Spacewatch        |
| 319537 | 2006 RG79              | 15 de setembre de 2006 | Kitt Peak            | Spacewatch        |
| 319538 | 2006 RG83              | 15 de setembre de 2006 | Kitt Peak            | Spacewatch        |
| 319539 | 2006 RN83              | 15 de setembre de 2006 | Kitt Peak            | Spacewatch        |
| 319540 | 2006 RP84              | 15 de setembre de 2006 | Kitt Peak            | Spacewatch        |
| 319541 | 2006 RB86              | 15 de setembre de 2006 | Kitt Peak            | Spacewatch        |
| 319542 | 2006 RA87              | 15 de setembre de 2006 | Kitt Peak            | Spacewatch        |
| 319543 | 2006 RA88              | 29 de febrer de 2004   | Kitt Peak            | Spacewatch        |
| 319544 | 2006 RV90              | 15 de setembre de 2006 | Kitt Peak            | Spacewatch        |
| 319545 | 2006 RW94              | 15 de setembre de 2006 | Kitt Peak            | Spacewatch        |
| 319546 | 2006 RE99              | 15 de setembre de 2006 | Kitt Peak            | Spacewatch        |
| 319547 | 2006 RF104             | 11 de setembre de 2006 | Apache Point         | A. C. Becker      |
| 319548 | 2006 RA105             | 15 de setembre de 2006 | Kitt Peak            | Spacewatch        |
| 319549 | 2006 RP105             | 14 de setembre de 2006 | Mauna Kea            | J. Masiero        |
| 319550 | 2006 RM106             | 14 de setembre de 2006 | Mauna Kea            | J. Masiero        |
| 319551 | 2006 RH116             | 14 de setembre de 2006 | Mauna Kea            | J. Masiero        |
| 319552 | 2006 RL120             | 14 de setembre de 2006 | Kitt Peak            | Spacewatch        |
| 319553 | 2006 SU11              | 22 de juliol de 2006   | Mount Lemmon         | Mt. Lemmon Survey |
| 319554 | 2006 SP14              | 17 de setembre de 2006 | Catalina             | CSS               |
| 319555 | 2006 SS14              | 17 de setembre de 2006 | Catalina             | CSS               |
| 319556 | 2006 SA20              | 18 de setembre de 2006 | Calvin-Rehoboth      | Calvin College    |
| 319557 | 2006 SO28              | 17 de setembre de 2006 | Kitt Peak            | Spacewatch        |
| 319558 | 2006 SO33              | 17 de setembre de 2006 | Catalina             | CSS               |
| 319559 | 2006 SN34              | 17 de setembre de 2006 | Catalina             | CSS               |
| 319560 | 2006 ST35              | 17 de setembre de 2006 | Anderson Mesa        | LONEOS            |
| 319561 | 2006 SP39              | 18 de setembre de 2006 | Socorro              | LINEAR            |
| 319562 | 2006 SW42              | 18 de setembre de 2006 | Catalina             | CSS               |
| 319563 | 2006 SK44              | 17 de setembre de 2006 | Catalina             | CSS               |
| 319564 | 2006 SZ44              | 28 d'agost de 2006     | Catalina             | CSS               |
| 319565 | 2006 ST48              | 17 de setembre de 2006 | Anderson Mesa        | LONEOS            |
| 319566 | 2006 SH49              | 19 de setembre de 2006 | Catalina             | CSS               |
| 319567 | 2006 ST63              | 18 de setembre de 2006 | Anderson Mesa        | LONEOS            |
| 319568 | 2006 SO74              | 19 de setembre de 2006 | Kitt Peak            | Spacewatch        |
| 319569 | 2006 SF86              | 18 de setembre de 2006 | Kitt Peak            | Spacewatch        |
| 319570 | 2006 SW86              | 18 de setembre de 2006 | Kitt Peak            | Spacewatch        |
| 319571 | 2006 SQ87              | 18 de setembre de 2006 | Kitt Peak            | Spacewatch        |
| 319572 | 2006 SL88              | 18 de setembre de 2006 | Kitt Peak            | Spacewatch        |
| 319573 | 2006 SZ89              | 18 de setembre de 2006 | Kitt Peak            | Spacewatch        |
| 319574 | 2006 SA90              | 18 de setembre de 2006 | Kitt Peak            | Spacewatch        |
| 319575 | 2006 SD90              | 18 de setembre de 2006 | Kitt Peak            | Spacewatch        |
| 319576 | 2006 SY94              | 18 de setembre de 2006 | Kitt Peak            | Spacewatch        |
| 319577 | 2006 SC96              | 18 de setembre de 2006 | Kitt Peak            | Spacewatch        |
| 319578 | 2006 SW96              | 18 de setembre de 2006 | Kitt Peak            | Spacewatch        |
| 319579 | 2006 SS97              | 18 de setembre de 2006 | Kitt Peak            | Spacewatch        |
| 319580 | 2006 SG101             | 19 de setembre de 2006 | Kitt Peak            | Spacewatch        |
| 319581 | 2006 SL107             | 19 de setembre de 2006 | Catalina             | CSS               |
| 319582 | 2006 SW108             | 19 de setembre de 2006 | Kitt Peak            | Spacewatch        |
| 319583 | 2006 SB116             | 24 de setembre de 2006 | Anderson Mesa        | LONEOS            |
| 319584 | 2006 SD119             | 18 de setembre de 2006 | Catalina             | CSS               |
| 319585 | 2006 SG119             | 18 de setembre de 2006 | Catalina             | CSS               |
| 319586 | 2006 SQ122             | 19 de setembre de 2006 | Anderson Mesa        | LONEOS            |
| 319587 | 2006 SA126             | 20 de setembre de 2006 | Palomar              | NEAT              |
| 319588 | 2006 SN130             | 20 de setembre de 2006 | Anderson Mesa        | LONEOS            |
| 319589 | 2006 SG149             | 19 de setembre de 2006 | Kitt Peak            | Spacewatch        |
| 319590 | 2006 SA157             | 23 de setembre de 2006 | Kitt Peak            | Spacewatch        |
| 319591 | 2006 SU162             | 24 de setembre de 2006 | Kitt Peak            | Spacewatch        |
| 319592 | 2006 SY163             | 25 de setembre de 2006 | Kitt Peak            | Spacewatch        |
| 319593 | 2006 SP165             | 25 de setembre de 2006 | Kitt Peak            | Spacewatch        |
| 319594 | 2006 ST173             | 25 de setembre de 2006 | Socorro              | LINEAR            |
| 319595 | 2006 SZ178             | 25 de setembre de 2006 | Kitt Peak            | Spacewatch        |
| 319596 | 2006 SS179             | 25 de setembre de 2006 | Kitt Peak            | Spacewatch        |
| 319597 | 2006 SB184             | 25 de setembre de 2006 | Kitt Peak            | Spacewatch        |
| 319598 | 2006 SJ184             | 25 de setembre de 2006 | Kitt Peak            | Spacewatch        |
| 319599 | 2006 ST187             | 26 de setembre de 2006 | Kitt Peak            | Spacewatch        |
| 319600 | 2006 SW192             | 26 de setembre de 2006 | Mount Lemmon         | Mt. Lemmon Survey |

## 319601-319700
| Nom    | Designació provisional | Data de descobriment   | Lloc de descobriment | Descobridor/s        |
| ------ | ---------------------- | ---------------------- | -------------------- | -------------------- |
| 319601 | 2006 SP197             | 25 de setembre de 2006 | Moletai              | Moletai              |
| 319602 | 2006 SB200             | 24 de setembre de 2006 | Kitt Peak            | Spacewatch           |
| 319603 | 2006 SD201             | 24 de setembre de 2006 | Kitt Peak            | Spacewatch           |
| 319604 | 2006 SN212             | 26 de setembre de 2006 | Catalina             | CSS                  |
| 319605 | 2006 SB217             | 28 de setembre de 2006 | Kitt Peak            | Spacewatch           |
| 319606 | 2006 SA226             | 26 de setembre de 2006 | Kitt Peak            | Spacewatch           |
| 319607 | 2006 SS226             | 26 de setembre de 2006 | Kitt Peak            | Spacewatch           |
| 319608 | 2006 SS235             | 26 de setembre de 2006 | Mount Lemmon         | Mt. Lemmon Survey    |
| 319609 | 2006 SE238             | 26 de setembre de 2006 | Kitt Peak            | Spacewatch           |
| 319610 | 2006 SU241             | 26 de setembre de 2006 | Mount Lemmon         | Mt. Lemmon Survey    |
| 319611 | 2006 SF253             | 26 de setembre de 2006 | Mount Lemmon         | Mt. Lemmon Survey    |
| 319612 | 2006 SL261             | 26 de setembre de 2006 | Kitt Peak            | Spacewatch           |
| 319613 | 2006 SJ268             | 26 de setembre de 2006 | Kitt Peak            | Spacewatch           |
| 319614 | 2006 SW273             | 27 de setembre de 2006 | Mount Lemmon         | Mt. Lemmon Survey    |
| 319615 | 2006 SW277             | 28 de setembre de 2006 | Socorro              | LINEAR               |
| 319616 | 2006 SN279             | 28 de setembre de 2006 | Kitt Peak            | Spacewatch           |
| 319617 | 2006 SU279             | 28 de setembre de 2006 | Catalina             | CSS                  |
| 319618 | 2006 SG280             | 29 de setembre de 2006 | Anderson Mesa        | LONEOS               |
| 319619 | 2006 SY284             | 29 de setembre de 2006 | Anderson Mesa        | LONEOS               |
| 319620 | 2006 SP288             | 26 de setembre de 2006 | Catalina             | CSS                  |
| 319621 | 2006 SC297             | 25 de setembre de 2006 | Kitt Peak            | Spacewatch           |
| 319622 | 2006 SM301             | 26 de setembre de 2006 | Catalina             | CSS                  |
| 319623 | 2006 ST303             | 27 de setembre de 2006 | Mount Lemmon         | Mt. Lemmon Survey    |
| 319624 | 2006 SU306             | 27 de setembre de 2006 | Mount Lemmon         | Mt. Lemmon Survey    |
| 319625 | 2006 SV311             | 27 de setembre de 2006 | Kitt Peak            | Spacewatch           |
| 319626 | 2006 SC328             | 27 de setembre de 2006 | Kitt Peak            | Spacewatch           |
| 319627 | 2006 SE332             | 28 de setembre de 2006 | Mount Lemmon         | Mt. Lemmon Survey    |
| 319628 | 2006 SR335             | 28 de setembre de 2006 | Kitt Peak            | Spacewatch           |
| 319629 | 2006 SG353             | 30 de setembre de 2006 | Catalina             | CSS                  |
| 319630 | 2006 SA360             | 30 de setembre de 2006 | Catalina             | CSS                  |
| 319631 | 2006 SS360             | 30 de setembre de 2006 | Mount Lemmon         | Mt. Lemmon Survey    |
| 319632 | 2006 SN361             | 30 de setembre de 2006 | Mount Lemmon         | Mt. Lemmon Survey    |
| 319633 | 2006 SJ366             | 30 de setembre de 2006 | Mount Lemmon         | Mt. Lemmon Survey    |
| 319634 | 2006 SR366             | 16 de setembre de 2006 | Catalina             | CSS                  |
| 319635 | 2006 SC367             | 25 de setembre de 2006 | Catalina             | CSS                  |
| 319636 | 2006 SE368             | 23 de setembre de 2006 | Moletai              | Moletai              |
| 319637 | 2006 SM376             | 17 de setembre de 2006 | Apache Point         | A. C. Becker         |
| 319638 | 2006 SL388             | 27 de setembre de 2006 | Apache Point         | A. C. Becker         |
| 319639 | 2006 SU390             | 17 de setembre de 2006 | Catalina             | CSS                  |
| 319640 | 2006 SV391             | 19 de setembre de 2006 | Catalina             | CSS                  |
| 319641 | 2006 SY391             | 19 de setembre de 2006 | Catalina             | CSS                  |
| 319642 | 2006 SO393             | 28 de setembre de 2006 | Mount Lemmon         | Mt. Lemmon Survey    |
| 319643 | 2006 SM399             | 17 de setembre de 2006 | Kitt Peak            | Spacewatch           |
| 319644 | 2006 SB400             | 18 de setembre de 2006 | Catalina             | CSS                  |
| 319645 | 2006 SN403             | 27 de setembre de 2006 | Mount Lemmon         | Mt. Lemmon Survey    |
| 319646 | 2006 SL404             | 30 de setembre de 2006 | Mount Lemmon         | Mt. Lemmon Survey    |
| 319647 | 2006 SW410             | 19 de setembre de 2006 | Kitt Peak            | Spacewatch           |
| 319648 | 2006 SA412             | 30 de setembre de 2006 | Catalina             | CSS                  |
| 319649 | 2006 SC412             | 8 de desembre de 2002  | Palomar              | NEAT                 |
| 319650 | 2006 SR412             | 25 de setembre de 2006 | Catalina             | CSS                  |
| 319651 | 2006 TO7               | 10 d'octubre de 2006   | San Marcello         | San Marcello         |
| 319652 | 2006 TE13              | 10 d'octubre de 2006   | Palomar              | NEAT                 |
| 319653 | 2006 TG14              | 10 d'octubre de 2006   | Palomar              | NEAT                 |
| 319654 | 2006 TA16              | 11 d'octubre de 2006   | Kitt Peak            | Spacewatch           |
| 319655 | 2006 TR22              | 11 d'octubre de 2006   | Kitt Peak            | Spacewatch           |
| 319656 | 2006 TO25              | 12 d'octubre de 2006   | Kitt Peak            | Spacewatch           |
| 319657 | 2006 TZ25              | 12 d'octubre de 2006   | Kitt Peak            | Spacewatch           |
| 319658 | 2006 TA26              | 12 d'octubre de 2006   | Kitt Peak            | Spacewatch           |
| 319659 | 2006 TV27              | 12 d'octubre de 2006   | Kitt Peak            | Spacewatch           |
| 319660 | 2006 TH30              | 12 d'octubre de 2006   | Kitt Peak            | Spacewatch           |
| 319661 | 2006 TP32              | 12 d'octubre de 2006   | Kitt Peak            | Spacewatch           |
| 319662 | 2006 TZ34              | 12 d'octubre de 2006   | Kitt Peak            | Spacewatch           |
| 319663 | 2006 TS35              | 12 d'octubre de 2006   | Kitt Peak            | Spacewatch           |
| 319664 | 2006 TA41              | 12 d'octubre de 2006   | Kitt Peak            | Spacewatch           |
| 319665 | 2006 TJ42              | 12 d'octubre de 2006   | Kitt Peak            | Spacewatch           |
| 319666 | 2006 TD43              | 12 d'octubre de 2006   | Kitt Peak            | Spacewatch           |
| 319667 | 2006 TO45              | 12 d'octubre de 2006   | Kitt Peak            | Spacewatch           |
| 319668 | 2006 TS46              | 12 d'octubre de 2006   | Kitt Peak            | Spacewatch           |
| 319669 | 2006 TY47              | 12 d'octubre de 2006   | Kitt Peak            | Spacewatch           |
| 319670 | 2006 TJ51              | 12 d'octubre de 2006   | Kitt Peak            | Spacewatch           |
| 319671 | 2006 TV51              | 12 d'octubre de 2006   | Kitt Peak            | Spacewatch           |
| 319672 | 2006 TQ61              | 12 d'octubre de 2006   | Palomar              | NEAT                 |
| 319673 | 2006 TZ66              | 14 de novembre de 2002 | Palomar              | NEAT                 |
| 319674 | 2006 TX71              | 11 d'octubre de 2006   | Palomar              | NEAT                 |
| 319675 | 2006 TH74              | 11 d'octubre de 2006   | Palomar              | NEAT                 |
| 319676 | 2006 TX75              | 11 d'octubre de 2006   | Palomar              | NEAT                 |
| 319677 | 2006 TL76              | 11 d'octubre de 2006   | Palomar              | NEAT                 |
| 319678 | 2006 TE77              | 11 d'octubre de 2006   | Palomar              | NEAT                 |
| 319679 | 2006 TT78              | 12 d'octubre de 2006   | Palomar              | NEAT                 |
| 319680 | 2006 TV80              | 13 d'octubre de 2006   | Kitt Peak            | Spacewatch           |
| 319681 | 2006 TU86              | 13 d'octubre de 2006   | Kitt Peak            | Spacewatch           |
| 319682 | 2006 TL88              | 13 d'octubre de 2006   | Kitt Peak            | Spacewatch           |
| 319683 | 2006 TL89              | 13 d'octubre de 2006   | Kitt Peak            | Spacewatch           |
| 319684 | 2006 TU89              | 13 d'octubre de 2006   | Kitt Peak            | Spacewatch           |
| 319685 | 2006 TB91              | 13 d'octubre de 2006   | Kitt Peak            | Spacewatch           |
| 319686 | 2006 TS92              | 15 d'octubre de 2006   | Kitt Peak            | Spacewatch           |
| 319687 | 2006 TL94              | 15 d'octubre de 2006   | Lulin                | C.-S. Lin, Q.-z. Ye  |
| 319688 | 2006 TL95              | 3 d'octubre de 2006    | Siding Spring        | Siding Spring Survey |
| 319689 | 2006 TH100             | 15 d'octubre de 2006   | Kitt Peak            | Spacewatch           |
| 319690 | 2006 TF102             | 28 de setembre de 2006 | Mount Lemmon         | Mt. Lemmon Survey    |
| 319691 | 2006 TS103             | 15 d'octubre de 2006   | Kitt Peak            | Spacewatch           |
| 319692 | 2006 TJ105             | 15 d'octubre de 2006   | Kitt Peak            | Spacewatch           |
| 319693 | 2006 TL110             | 13 d'octubre de 2006   | Kitt Peak            | Spacewatch           |
| 319694 | 2006 TN110             | 13 d'octubre de 2006   | Kitt Peak            | Spacewatch           |
| 319695 | 2006 TF115             | 1 d'octubre de 2006    | Apache Point         | A. C. Becker         |
| 319696 | 2006 TC118             | 3 d'octubre de 2006    | Apache Point         | A. C. Becker         |
| 319697 | 2006 TR125             | 13 d'octubre de 2006   | Kitt Peak            | Spacewatch           |
| 319698 | 2006 TJ129             | 13 d'octubre de 2006   | Kitt Peak            | Spacewatch           |
| 319699 | 2006 UF3               | 16 d'octubre de 2006   | Catalina             | CSS                  |
| 319700 | 2006 UZ4               | 16 d'octubre de 2006   | Kitt Peak            | Spacewatch           |

## 319701-319800
| Nom    | Designació provisional | Data de descobriment   | Lloc de descobriment | Descobridor/s     |
| ------ | ---------------------- | ---------------------- | -------------------- | ----------------- |
| 319701 | 2006 UQ6               | 16 d'octubre de 2006   | Catalina             | CSS               |
| 319702 | 2006 UQ22              | 16 d'octubre de 2006   | Mount Lemmon         | Mt. Lemmon Survey |
| 319703 | 2006 UA23              | 6 de març de 2003      | Anderson Mesa        | LONEOS            |
| 319704 | 2006 UT24              | 16 d'octubre de 2006   | Kitt Peak            | Spacewatch        |
| 319705 | 2006 UF25              | 16 d'octubre de 2006   | Kitt Peak            | Spacewatch        |
| 319706 | 2006 UN27              | 16 d'octubre de 2006   | Kitt Peak            | Spacewatch        |
| 319707 | 2006 UL28              | 16 d'octubre de 2006   | Kitt Peak            | Spacewatch        |
| 319708 | 2006 UV30              | 16 d'octubre de 2006   | Kitt Peak            | Spacewatch        |
| 319709 | 2006 UU34              | 16 d'octubre de 2006   | Kitt Peak            | Spacewatch        |
| 319710 | 2006 UJ38              | 16 d'octubre de 2006   | Kitt Peak            | Spacewatch        |
| 319711 | 2006 UD41              | 16 d'octubre de 2006   | Kitt Peak            | Spacewatch        |
| 319712 | 2006 UN44              | 16 d'octubre de 2006   | Kitt Peak            | Spacewatch        |
| 319713 | 2006 UV45              | 16 d'octubre de 2006   | Kitt Peak            | Spacewatch        |
| 319714 | 2006 UP48              | 17 d'octubre de 2006   | Kitt Peak            | Spacewatch        |
| 319715 | 2006 UM50              | 17 d'octubre de 2006   | Kitt Peak            | Spacewatch        |
| 319716 | 2006 UR52              | 17 d'octubre de 2006   | Catalina             | CSS               |
| 319717 | 2006 UW56              | 18 d'octubre de 2006   | Kitt Peak            | Spacewatch        |
| 319718 | 2006 UX56              | 18 d'octubre de 2006   | Kitt Peak            | Spacewatch        |
| 319719 | 2006 UX60              | 19 d'octubre de 2006   | Mount Lemmon         | Mt. Lemmon Survey |
| 319720 | 2006 UF61              | 19 d'octubre de 2006   | Mount Lemmon         | Mt. Lemmon Survey |
| 319721 | 2006 UN71              | 16 d'octubre de 2006   | Bergisch Gladbac     | W. Bickel         |
| 319722 | 2006 UO75              | 17 d'octubre de 2006   | Mount Lemmon         | Mt. Lemmon Survey |
| 319723 | 2006 UX80              | 17 d'octubre de 2006   | Mount Lemmon         | Mt. Lemmon Survey |
| 319724 | 2006 UY80              | 17 d'octubre de 2006   | Mount Lemmon         | Mt. Lemmon Survey |
| 319725 | 2006 UT81              | 17 d'octubre de 2006   | Mount Lemmon         | Mt. Lemmon Survey |
| 319726 | 2006 UO87              | 17 d'octubre de 2006   | Mount Lemmon         | Mt. Lemmon Survey |
| 319727 | 2006 UG93              | 18 d'octubre de 2006   | Kitt Peak            | Spacewatch        |
| 319728 | 2006 UV95              | 18 d'octubre de 2006   | Kitt Peak            | Spacewatch        |
| 319729 | 2006 UK104             | 18 d'octubre de 2006   | Kitt Peak            | Spacewatch        |
| 319730 | 2006 UP108             | 18 d'octubre de 2006   | Kitt Peak            | Spacewatch        |
| 319731 | 2006 UF112             | 19 d'octubre de 2006   | Kitt Peak            | Spacewatch        |
| 319732 | 2006 UB115             | 2 d'octubre de 2006    | Kitt Peak            | Spacewatch        |
| 319733 | 2006 UA117             | 19 d'octubre de 2006   | Kitt Peak            | Spacewatch        |
| 319734 | 2006 UN118             | 19 d'octubre de 2006   | Kitt Peak            | Spacewatch        |
| 319735 | 2006 UU120             | 19 d'octubre de 2006   | Kitt Peak            | Spacewatch        |
| 319736 | 2006 UV120             | 19 d'octubre de 2006   | Kitt Peak            | Spacewatch        |
| 319737 | 2006 UP124             | 19 d'octubre de 2006   | Mount Lemmon         | Mt. Lemmon Survey |
| 319738 | 2006 UY127             | 19 d'octubre de 2006   | Kitt Peak            | Spacewatch        |
| 319739 | 2006 UU128             | 19 d'octubre de 2006   | Kitt Peak            | Spacewatch        |
| 319740 | 2006 UP134             | 19 d'octubre de 2006   | Kitt Peak            | Spacewatch        |
| 319741 | 2006 UP135             | 19 d'octubre de 2006   | Kitt Peak            | Spacewatch        |
| 319742 | 2006 UU136             | 19 d'octubre de 2006   | Mount Lemmon         | Mt. Lemmon Survey |
| 319743 | 2006 UA137             | 19 d'octubre de 2006   | Catalina             | CSS               |
| 319744 | 2006 UT140             | 29 de març de 2001     | Kitt Peak            | Spacewatch        |
| 319745 | 2006 UL143             | 19 d'octubre de 2006   | Palomar              | NEAT              |
| 319746 | 2006 UO143             | 19 d'octubre de 2006   | Mount Lemmon         | Mt. Lemmon Survey |
| 319747 | 2006 UP147             | 20 d'octubre de 2006   | Kitt Peak            | Spacewatch        |
| 319748 | 2006 UP152             | 21 d'octubre de 2006   | Kitt Peak            | Spacewatch        |
| 319749 | 2006 UW164             | 21 d'octubre de 2006   | Mount Lemmon         | Mt. Lemmon Survey |
| 319750 | 2006 UF172             | 21 d'octubre de 2006   | Kitt Peak            | Spacewatch        |
| 319751 | 2006 UG174             | 19 d'octubre de 2006   | Mount Lemmon         | Mt. Lemmon Survey |
| 319752 | 2006 UW177             | 16 d'octubre de 2006   | Catalina             | CSS               |
| 319753 | 2006 UU178             | 16 d'octubre de 2006   | Catalina             | CSS               |
| 319754 | 2006 UZ178             | 16 d'octubre de 2006   | Catalina             | CSS               |
| 319755 | 2006 UC181             | 16 d'octubre de 2006   | Catalina             | CSS               |
| 319756 | 2006 UY183             | 19 d'octubre de 2006   | Catalina             | CSS               |
| 319757 | 2006 UB184             | 19 d'octubre de 2006   | Palomar              | NEAT              |
| 319758 | 2006 UK191             | 19 d'octubre de 2006   | Catalina             | CSS               |
| 319759 | 2006 UX191             | 19 d'octubre de 2006   | Catalina             | CSS               |
| 319760 | 2006 US196             | 20 d'octubre de 2006   | Kitt Peak            | Spacewatch        |
| 319761 | 2006 UY203             | 22 d'octubre de 2006   | Palomar              | NEAT              |
| 319762 | 2006 UG207             | 23 d'octubre de 2006   | Kitt Peak            | Spacewatch        |
| 319763 | 2006 UQ208             | 23 d'octubre de 2006   | Kitt Peak            | Spacewatch        |
| 319764 | 2006 UP211             | 23 d'octubre de 2006   | Palomar              | NEAT              |
| 319765 | 2006 UJ214             | 23 d'octubre de 2006   | Kitt Peak            | Spacewatch        |
| 319766 | 2006 UT214             | 24 d'octubre de 2006   | Palomar              | NEAT              |
| 319767 | 2006 UZ214             | 24 d'octubre de 2006   | Wildberg             | R. Apitzsch       |
| 319768 | 2006 UW226             | 20 d'octubre de 2006   | Kitt Peak            | Spacewatch        |
| 319769 | 2006 UD229             | 20 d'octubre de 2006   | Palomar              | NEAT              |
| 319770 | 2006 UH229             | 20 d'octubre de 2006   | Palomar              | NEAT              |
| 319771 | 2006 UY255             | 27 d'octubre de 2006   | Mount Lemmon         | Mt. Lemmon Survey |
| 319772 | 2006 UG258             | 28 d'octubre de 2006   | Mount Lemmon         | Mt. Lemmon Survey |
| 319773 | 2006 UM264             | 27 d'octubre de 2006   | Kitt Peak            | Spacewatch        |
| 319774 | 2006 UJ265             | 27 d'octubre de 2006   | Mount Lemmon         | Mt. Lemmon Survey |
| 319775 | 2006 UC267             | 27 d'octubre de 2006   | Catalina             | CSS               |
| 319776 | 2006 UH272             | 27 d'octubre de 2006   | Mount Lemmon         | Mt. Lemmon Survey |
| 319777 | 2006 UF273             | 27 d'octubre de 2006   | Kitt Peak            | Spacewatch        |
| 319778 | 2006 UX278             | 28 d'octubre de 2006   | Kitt Peak            | Spacewatch        |
| 319779 | 2006 UZ282             | 28 d'octubre de 2006   | Kitt Peak            | Spacewatch        |
| 319780 | 2006 UA283             | 28 d'octubre de 2006   | Kitt Peak            | Spacewatch        |
| 319781 | 2006 UK284             | 28 d'octubre de 2006   | Kitt Peak            | Spacewatch        |
| 319782 | 2006 UV286             | 28 d'octubre de 2006   | Kitt Peak            | Spacewatch        |
| 319783 | 2006 UU289             | 27 d'octubre de 2006   | Kitt Peak            | Spacewatch        |
| 319784 | 2006 US305             | 19 d'octubre de 2006   | Kitt Peak            | M. W. Buie        |
| 319785 | 2006 UG328             | 17 d'octubre de 2006   | Catalina             | CSS               |
| 319786 | 2006 UE332             | 21 d'octubre de 2006   | Apache Point         | A. C. Becker      |
| 319787 | 2006 UD333             | 21 d'octubre de 2006   | Apache Point         | A. C. Becker      |
| 319788 | 2006 UM333             | 22 d'octubre de 2006   | Apache Point         | A. C. Becker      |
| 319789 | 2006 UJ336             | 20 d'octubre de 2006   | Mount Lemmon         | Mt. Lemmon Survey |
| 319790 | 2006 UL336             | 20 d'octubre de 2006   | Kitt Peak            | Spacewatch        |
| 319791 | 2006 UB337             | 27 d'octubre de 2006   | Mount Lemmon         | Mt. Lemmon Survey |
| 319792 | 2006 UG338             | 27 d'octubre de 2006   | Mount Lemmon         | Mt. Lemmon Survey |
| 319793 | 2006 UL361             | 23 d'octubre de 2006   | Catalina             | CSS               |
| 319794 | 2006 VW3               | 9 de novembre de 2006  | Kitt Peak            | Spacewatch        |
| 319795 | 2006 VJ5               | 10 de novembre de 2006 | Kitt Peak            | Spacewatch        |
| 319796 | 2006 VK6               | 10 de novembre de 2006 | Kitt Peak            | Spacewatch        |
| 319797 | 2006 VH14              | 15 de novembre de 2006 | Remanzacco           | Remanzacco        |
| 319798 | 2006 VJ14              | 15 de novembre de 2006 | Wrightwood           | J. W. Young       |
| 319799 | 2006 VS16              | 9 de novembre de 2006  | Kitt Peak            | Spacewatch        |
| 319800 | 2006 VE21              | 10 de novembre de 2006 | Kitt Peak            | Spacewatch        |

## 319801-319900
| Nom    | Designació provisional | Data de descobriment   | Lloc de descobriment | Descobridor/s     |
| ------ | ---------------------- | ---------------------- | -------------------- | ----------------- |
| 319801 | 2006 VS30              | 1 de novembre de 2006  | Mount Lemmon         | Mt. Lemmon Survey |
| 319802 | 2006 VY34              | 11 de novembre de 2006 | Mount Lemmon         | Mt. Lemmon Survey |
| 319803 | 2006 VV36              | 11 de novembre de 2006 | Catalina             | CSS               |
| 319804 | 2006 VR45              | 11 de novembre de 2006 | Palomar              | NEAT              |
| 319805 | 2006 VZ47              | 10 de novembre de 2006 | Kitt Peak            | Spacewatch        |
| 319806 | 2006 VY48              | 10 de novembre de 2006 | Kitt Peak            | Spacewatch        |
| 319807 | 2006 VJ50              | 10 de novembre de 2006 | Kitt Peak            | Spacewatch        |
| 319808 | 2006 VN50              | 10 de novembre de 2006 | Kitt Peak            | Spacewatch        |
| 319809 | 2006 VX50              | 10 de novembre de 2006 | Kitt Peak            | Spacewatch        |
| 319810 | 2006 VQ52              | 11 de novembre de 2006 | Kitt Peak            | Spacewatch        |
| 319811 | 2006 VB54              | 11 de novembre de 2006 | Kitt Peak            | Spacewatch        |
| 319812 | 2006 VA60              | 11 de novembre de 2006 | Kitt Peak            | Spacewatch        |
| 319813 | 2006 VE61              | 11 de novembre de 2006 | Kitt Peak            | Spacewatch        |
| 319814 | 2006 VB66              | 11 de novembre de 2006 | Kitt Peak            | Spacewatch        |
| 319815 | 2006 VV67              | 11 de novembre de 2006 | Catalina             | CSS               |
| 319816 | 2006 VS80              | 12 de novembre de 2006 | Mount Lemmon         | Mt. Lemmon Survey |
| 319817 | 2006 VH83              | 27 de setembre de 2006 | Mount Lemmon         | Mt. Lemmon Survey |
| 319818 | 2006 VK83              | 13 de novembre de 2006 | Kitt Peak            | Spacewatch        |
| 319819 | 2006 VN92              | 15 de novembre de 2006 | Catalina             | CSS               |
| 319820 | 2006 VD99              | 11 de novembre de 2006 | Mount Lemmon         | Mt. Lemmon Survey |
| 319821 | 2006 VT104             | 13 de novembre de 2006 | Catalina             | CSS               |
| 319822 | 2006 VA105             | 13 de novembre de 2006 | Kitt Peak            | Spacewatch        |
| 319823 | 2006 VH105             | 13 de novembre de 2006 | Kitt Peak            | Spacewatch        |
| 319824 | 2006 VC110             | 13 de novembre de 2006 | Kitt Peak            | Spacewatch        |
| 319825 | 2006 VQ110             | 13 de novembre de 2006 | Kitt Peak            | Spacewatch        |
| 319826 | 2006 VM115             | 14 de novembre de 2006 | Kitt Peak            | Spacewatch        |
| 319827 | 2006 VW115             | 14 de novembre de 2006 | Kitt Peak            | Spacewatch        |
| 319828 | 2006 VU117             | 14 de novembre de 2006 | Kitt Peak            | Spacewatch        |
| 319829 | 2006 VT122             | 14 de novembre de 2006 | Kitt Peak            | Spacewatch        |
| 319830 | 2006 VO123             | 14 de novembre de 2006 | Kitt Peak            | Spacewatch        |
| 319831 | 2006 VE127             | 15 de novembre de 2006 | Kitt Peak            | Spacewatch        |
| 319832 | 2006 VN132             | 15 de novembre de 2006 | Kitt Peak            | Spacewatch        |
| 319833 | 2006 VU134             | 15 de novembre de 2006 | Socorro              | LINEAR            |
| 319834 | 2006 VD137             | 15 de novembre de 2006 | Kitt Peak            | Spacewatch        |
| 319835 | 2006 VO151             | 9 de novembre de 2006  | Palomar              | NEAT              |
| 319836 | 2006 VG155             | 13 de novembre de 2006 | Catalina             | CSS               |
| 319837 | 2006 VQ169             | 13 de novembre de 2006 | Catalina             | CSS               |
| 319838 | 2006 VX169             | 11 de novembre de 2006 | Kitt Peak            | Spacewatch        |
| 319839 | 2006 VB171             | 11 de novembre de 2006 | Kitt Peak            | Spacewatch        |
| 319840 | 2006 WJ                | 17 de novembre de 2006 | Catalina             | CSS               |
| 319841 | 2006 WB2               | 18 de novembre de 2006 | 7300                 | W. K. Y. Yeung    |
| 319842 | 2006 WY4               | 16 de novembre de 2006 | Kitt Peak            | Spacewatch        |
| 319843 | 2006 WT11              | 16 de novembre de 2006 | Kitt Peak            | Spacewatch        |
| 319844 | 2006 WA12              | 16 de novembre de 2006 | Mount Lemmon         | Mt. Lemmon Survey |
| 319845 | 2006 WT16              | 17 de novembre de 2006 | Kitt Peak            | Spacewatch        |
| 319846 | 2006 WT17              | 17 de novembre de 2006 | Mount Lemmon         | Mt. Lemmon Survey |
| 319847 | 2006 WM18              | 17 de novembre de 2006 | Mount Lemmon         | Mt. Lemmon Survey |
| 319848 | 2006 WO19              | 17 de novembre de 2006 | Mount Lemmon         | Mt. Lemmon Survey |
| 319849 | 2006 WK22              | 17 de novembre de 2006 | Kitt Peak            | Spacewatch        |
| 319850 | 2006 WB23              | 17 de novembre de 2006 | Mount Lemmon         | Mt. Lemmon Survey |
| 319851 | 2006 WG31              | 16 de novembre de 2006 | Kitt Peak            | Spacewatch        |
| 319852 | 2006 WP32              | 16 de novembre de 2006 | Kitt Peak            | Spacewatch        |
| 319853 | 2006 WY33              | 16 de novembre de 2006 | Kitt Peak            | Spacewatch        |
| 319854 | 2006 WD34              | 16 de novembre de 2006 | Kitt Peak            | Spacewatch        |
| 319855 | 2006 WE39              | 31 d'octubre de 2006   | Mount Lemmon         | Mt. Lemmon Survey |
| 319856 | 2006 WD46              | 16 de novembre de 2006 | Mount Lemmon         | Mt. Lemmon Survey |
| 319857 | 2006 WA47              | 16 de novembre de 2006 | Kitt Peak            | Spacewatch        |
| 319858 | 2006 WM48              | 16 de novembre de 2006 | Kitt Peak            | Spacewatch        |
| 319859 | 2006 WF49              | 16 de novembre de 2006 | Mount Lemmon         | Mt. Lemmon Survey |
| 319860 | 2006 WH53              | 16 de novembre de 2006 | Catalina             | CSS               |
| 319861 | 2006 WJ54              | 16 de novembre de 2006 | Socorro              | LINEAR            |
| 319862 | 2006 WS54              | 16 de novembre de 2006 | Kitt Peak            | Spacewatch        |
| 319863 | 2006 WJ56              | 16 de novembre de 2006 | Kitt Peak            | Spacewatch        |
| 319864 | 2006 WA62              | 17 de novembre de 2006 | Catalina             | CSS               |
| 319865 | 2006 WC67              | 17 de novembre de 2006 | Mount Lemmon         | Mt. Lemmon Survey |
| 319866 | 2006 WY70              | 18 de novembre de 2006 | Kitt Peak            | Spacewatch        |
| 319867 | 2006 WE73              | 18 de novembre de 2006 | Kitt Peak            | Spacewatch        |
| 319868 | 2006 WT73              | 18 de novembre de 2006 | Kitt Peak            | Spacewatch        |
| 319869 | 2006 WS74              | 3 de febrer de 2000    | Kitt Peak            | Spacewatch        |
| 319870 | 2006 WH77              | 18 de novembre de 2006 | Kitt Peak            | Spacewatch        |
| 319871 | 2006 WZ89              | 18 de novembre de 2006 | Kitt Peak            | Spacewatch        |
| 319872 | 2006 WW91              | 19 de novembre de 2006 | Kitt Peak            | Spacewatch        |
| 319873 | 2006 WC101             | 19 de novembre de 2006 | Socorro              | LINEAR            |
| 319874 | 2006 WF102             | 19 de novembre de 2006 | Catalina             | CSS               |
| 319875 | 2006 WE106             | 19 de novembre de 2006 | Kitt Peak            | Spacewatch        |
| 319876 | 2006 WA108             | 19 de novembre de 2006 | Catalina             | CSS               |
| 319877 | 2006 WD109             | 19 de novembre de 2006 | Kitt Peak            | Spacewatch        |
| 319878 | 2006 WN111             | 19 de novembre de 2006 | Kitt Peak            | Spacewatch        |
| 319879 | 2006 WW111             | 19 de novembre de 2006 | Catalina             | CSS               |
| 319880 | 2006 WV112             | 19 de novembre de 2006 | Kitt Peak            | Spacewatch        |
| 319881 | 2006 WQ115             | 20 de novembre de 2006 | Catalina             | CSS               |
| 319882 | 2006 WB123             | 21 de novembre de 2006 | Mount Lemmon         | Mt. Lemmon Survey |
| 319883 | 2006 WC124             | 22 de novembre de 2006 | Kitt Peak            | Spacewatch        |
| 319884 | 2006 WQ126             | 22 de novembre de 2006 | Catalina             | CSS               |
| 319885 | 2006 WH129             | 26 de novembre de 2006 | 7300                 | W. K. Y. Yeung    |
| 319886 | 2006 WX132             | 18 de novembre de 2006 | Kitt Peak            | Spacewatch        |
| 319887 | 2006 WO148             | 20 de novembre de 2006 | Kitt Peak            | Spacewatch        |
| 319888 | 2006 WX156             | 20 d'octubre de 2006   | Mount Lemmon         | Mt. Lemmon Survey |
| 319889 | 2006 WE157             | 22 de novembre de 2006 | Catalina             | CSS               |
| 319890 | 2006 WN157             | 22 de novembre de 2006 | Catalina             | CSS               |
| 319891 | 2006 WH164             | 23 de novembre de 2006 | Kitt Peak            | Spacewatch        |
| 319892 | 2006 WK174             | 23 de novembre de 2006 | Kitt Peak            | Spacewatch        |
| 319893 | 2006 WB176             | 23 de novembre de 2006 | Kitt Peak            | Spacewatch        |
| 319894 | 2006 WG185             | 23 de novembre de 2006 | Catalina             | CSS               |
| 319895 | 2006 WJ187             | 27 de març de 2004     | Kitt Peak            | Spacewatch        |
| 319896 | 2006 WY188             | 24 de novembre de 2006 | Mount Lemmon         | Mt. Lemmon Survey |
| 319897 | 2006 WZ192             | 27 de novembre de 2006 | Kitt Peak            | Spacewatch        |
| 319898 | 2006 WL193             | 27 de novembre de 2006 | Kitt Peak            | Spacewatch        |
| 319899 | 2006 WR201             | 22 de novembre de 2006 | Mount Lemmon         | Mt. Lemmon Survey |
| 319900 | 2006 WB202             | 23 de novembre de 2006 | Mount Lemmon         | Mt. Lemmon Survey |

## 319901-320000
| Nom    | Designació provisional | Data de descobriment   | Lloc de descobriment | Descobridor/s     |
| ------ | ---------------------- | ---------------------- | -------------------- | ----------------- |
| 319901 | 2006 WW203             | 27 de novembre de 2006 | Mount Lemmon         | Mt. Lemmon Survey |
| 319902 | 2006 WE204             | 21 de novembre de 2006 | Mount Lemmon         | Mt. Lemmon Survey |
| 319903 | 2006 WK205             | 20 de novembre de 2006 | Kitt Peak            | Spacewatch        |
| 319904 | 2006 XC4               | 14 de desembre de 2006 | Kitami               | K. Endate         |
| 319905 | 2006 XR6               | 9 de desembre de 2006  | Palomar              | NEAT              |
| 319906 | 2006 XN8               | 9 de desembre de 2006  | Palomar              | NEAT              |
| 319907 | 2006 XP15              | 10 de desembre de 2006 | 7300                 | W. K. Y. Yeung    |
| 319908 | 2006 XC23              | 12 de desembre de 2006 | Kitt Peak            | Spacewatch        |
| 319909 | 2006 XE31              | 15 de desembre de 2006 | Bisei SG Center      | BATTeRS           |
| 319910 | 2006 XM31              | 15 de desembre de 2006 | Bergisch Gladbac     | W. Bickel         |
| 319911 | 2006 XG34              | 11 de desembre de 2006 | Kitt Peak            | Spacewatch        |
| 319912 | 2006 XD38              | 11 de desembre de 2006 | Kitt Peak            | Spacewatch        |
| 319913 | 2006 XL38              | 23 d'octubre de 2006   | Mount Lemmon         | Mt. Lemmon Survey |
| 319914 | 2006 XN46              | 13 de desembre de 2006 | Socorro              | LINEAR            |
| 319915 | 2006 XF49              | 13 de desembre de 2006 | Mount Lemmon         | Mt. Lemmon Survey |
| 319916 | 2006 XC58              | 14 de desembre de 2006 | Kitt Peak            | Spacewatch        |
| 319917 | 2006 XZ64              | 12 de desembre de 2006 | Palomar              | NEAT              |
| 319918 | 2006 XL69              | 13 de desembre de 2006 | Kitt Peak            | Spacewatch        |
| 319919 | 2006 XP69              | 15 de desembre de 2006 | Kitt Peak            | Spacewatch        |
| 319920 | 2006 XS71              | 1 de desembre de 2006  | Kitt Peak            | Spacewatch        |
| 319921 | 2006 XO73              | 23 de setembre de 2005 | Kitt Peak            | Spacewatch        |
| 319922 | 2006 YV11              | 18 de desembre de 2006 | Nyukasa              | Nyukasa           |
| 319923 | 2006 YE17              | 21 de desembre de 2006 | Mount Lemmon         | Mt. Lemmon Survey |
| 319924 | 2006 YR17              | 21 de desembre de 2006 | Mount Lemmon         | Mt. Lemmon Survey |
| 319925 | 2006 YZ19              | 27 de desembre de 2006 | Piszkesteto          | K. Sarneczky      |
| 319926 | 2006 YH20              | 21 de desembre de 2006 | Kitt Peak            | Spacewatch        |
| 319927 | 2006 YX22              | 31 d'agost de 2005     | Kitt Peak            | Spacewatch        |
| 319928 | 2006 YB26              | 21 de desembre de 2006 | Kitt Peak            | Spacewatch        |
| 319929 | 2006 YF26              | 21 de desembre de 2006 | Kitt Peak            | Spacewatch        |
| 319930 | 2006 YH35              | 21 de desembre de 2006 | Kitt Peak            | Spacewatch        |
| 319931 | 2006 YD38              | 21 de desembre de 2006 | Kitt Peak            | Spacewatch        |
| 319932 | 2006 YL41              | 22 de desembre de 2006 | Socorro              | LINEAR            |
| 319933 | 2006 YQ42              | 23 de desembre de 2006 | Catalina             | CSS               |
| 319934 | 2006 YS45              | 21 de desembre de 2006 | Mount Lemmon         | Mt. Lemmon Survey |
| 319935 | 2006 YS48              | 24 de desembre de 2006 | Kitt Peak            | Spacewatch        |
| 319936 | 2006 YE50              | 21 de desembre de 2006 | Kitt Peak            | M. W. Buie        |
| 319937 | 2006 YB53              | 20 de desembre de 2006 | Mount Lemmon         | Mt. Lemmon Survey |
| 319938 | 2006 YD53              | 21 de desembre de 2006 | Catalina             | CSS               |
| 319939 | 2007 AR2               | 8 de gener de 2007     | Mount Lemmon         | Mt. Lemmon Survey |
| 319940 | 2007 AQ15              | 10 de gener de 2007    | Mount Lemmon         | Mt. Lemmon Survey |
| 319941 | 2007 BP8               | 16 de gener de 2007    | Catalina             | CSS               |
| 319942 | 2007 BM9               | 17 de gener de 2007    | Palomar              | NEAT              |
| 319943 | 2007 BE11              | 17 de gener de 2007    | Kitt Peak            | Spacewatch        |
| 319944 | 2007 BR16              | 17 de gener de 2007    | Palomar              | NEAT              |
| 319945 | 2007 BE17              | 17 de gener de 2007    | Kitt Peak            | Spacewatch        |
| 319946 | 2007 BG20              | 23 de gener de 2007    | Socorro              | LINEAR            |
| 319947 | 2007 BU26              | 26 d'agost de 2005     | Palomar              | NEAT              |
| 319948 | 2007 BZ27              | 24 de gener de 2007    | Mount Lemmon         | Mt. Lemmon Survey |
| 319949 | 2007 BC28              | 24 de gener de 2007    | Mount Lemmon         | Mt. Lemmon Survey |
| 319950 | 2007 BJ32              | 24 de gener de 2007    | Mount Lemmon         | Mt. Lemmon Survey |
| 319951 | 2007 BE34              | 24 de gener de 2007    | Mount Lemmon         | Mt. Lemmon Survey |
| 319952 | 2007 BN36              | 2 de novembre de 2005  | Mount Lemmon         | Mt. Lemmon Survey |
| 319953 | 2007 BY37              | 24 de gener de 2007    | Mount Lemmon         | Mt. Lemmon Survey |
| 319954 | 2007 BW39              | 24 de gener de 2007    | Mount Lemmon         | Mt. Lemmon Survey |
| 319955 | 2007 BG47              | 26 de gener de 2007    | Kitt Peak            | Spacewatch        |
| 319956 | 2007 BM57              | 24 de gener de 2007    | Catalina             | CSS               |
| 319957 | 2007 BL64              | 27 de gener de 2007    | Mount Lemmon         | Mt. Lemmon Survey |
| 319958 | 2007 BD65              | 27 de gener de 2007    | Mount Lemmon         | Mt. Lemmon Survey |
| 319959 | 2007 BO70              | 27 de gener de 2007    | Mount Lemmon         | Mt. Lemmon Survey |
| 319960 | 2007 BB74              | 27 de gener de 2007    | Mount Lemmon         | Mt. Lemmon Survey |
| 319961 | 2007 BX74              | 27 de gener de 2007    | Kitt Peak            | Spacewatch        |
| 319962 | 2007 BP75              | 17 de gener de 2007    | Kitt Peak            | Spacewatch        |
| 319963 | 2007 BT76              | 8 de gener de 2007     | Mount Lemmon         | Mt. Lemmon Survey |
| 319964 | 2007 BH78              | 24 de gener de 2007    | Catalina             | CSS               |
| 319965 | 2007 BC99              | 12 d'octubre de 2005   | Kitt Peak            | Spacewatch        |
| 319966 | 2007 BT99              | 16 de gener de 2007    | Catalina             | CSS               |
| 319967 | 2007 BP100             | 24 de gener de 2007    | Mount Lemmon         | Mt. Lemmon Survey |
| 319968 | 2007 BC102             | 17 de gener de 2007    | Catalina             | CSS               |
| 319969 | 2007 CX2               | 6 de febrer de 2007    | Kitt Peak            | Spacewatch        |
| 319970 | 2007 CK3               | 6 de febrer de 2007    | Kitt Peak            | Spacewatch        |
| 319971 | 2007 CU6               | 24 de desembre de 2006 | Kitt Peak            | Spacewatch        |
| 319972 | 2007 CC9               | 6 de febrer de 2007    | Kitt Peak            | Spacewatch        |
| 319973 | 2007 CQ15              | 6 de febrer de 2007    | Mount Lemmon         | Mt. Lemmon Survey |
| 319974 | 2007 CB17              | 8 de febrer de 2007    | Kitt Peak            | Spacewatch        |
| 319975 | 2007 CB18              | 8 de febrer de 2007    | Mount Lemmon         | Mt. Lemmon Survey |
| 319976 | 2007 CA28              | 6 de febrer de 2007    | Kitt Peak            | Spacewatch        |
| 319977 | 2007 CP28              | 6 de febrer de 2007    | Mount Lemmon         | Mt. Lemmon Survey |
| 319978 | 2007 CH29              | 6 de febrer de 2007    | Mount Lemmon         | Mt. Lemmon Survey |
| 319979 | 2007 CV30              | 6 de febrer de 2007    | Mount Lemmon         | Mt. Lemmon Survey |
| 319980 | 2007 CX30              | 6 de febrer de 2007    | Mount Lemmon         | Mt. Lemmon Survey |
| 319981 | 2007 CW39              | 6 de febrer de 2007    | Mount Lemmon         | Mt. Lemmon Survey |
| 319982 | 2007 CN50              | 8 de febrer de 2007    | Palomar              | NEAT              |
| 319983 | 2007 CL54              | 6 de febrer de 2007    | Kitt Peak            | Spacewatch        |
| 319984 | 2007 CB59              | 10 de febrer de 2007   | Catalina             | CSS               |
| 319985 | 2007 CU60              | 10 de febrer de 2007   | Catalina             | CSS               |
| 319986 | 2007 CW62              | 15 de febrer de 2007   | Catalina             | CSS               |
| 319987 | 2007 CY79              | 9 de febrer de 2007    | Kitt Peak            | Spacewatch        |
| 319988 | 2007 DK                | 17 de febrer de 2007   | Catalina             | CSS               |
| 319989 | 2007 DW1               | 22 d'octubre de 2006   | Mount Lemmon         | Mt. Lemmon Survey |
| 319990 | 2007 DO2               | 16 de febrer de 2007   | Catalina             | CSS               |
| 319991 | 2007 DY7               | 17 de febrer de 2007   | Kitt Peak            | Spacewatch        |
| 319992 | 2007 DY9               | 17 de febrer de 2007   | Kitt Peak            | Spacewatch        |
| 319993 | 2007 DD17              | 17 de febrer de 2007   | Kitt Peak            | Spacewatch        |
| 319994 | 2007 DO21              | 17 de febrer de 2007   | Kitt Peak            | Spacewatch        |
| 319995 | 2007 DS21              | 17 de febrer de 2007   | Kitt Peak            | Spacewatch        |
| 319996 | 2007 DP24              | 17 de febrer de 2007   | Kitt Peak            | Spacewatch        |
| 319997 | 2007 DE27              | 17 de febrer de 2007   | Kitt Peak            | Spacewatch        |
| 319998 | 2007 DH27              | 17 de febrer de 2007   | Kitt Peak            | Spacewatch        |
| 319999 | 2007 DM27              | 17 de febrer de 2007   | Kitt Peak            | Spacewatch        |
| 320000 | 2007 DQ27              | 17 de febrer de 2007   | Kitt Peak            | Spacewatch        |